# Wilhelm Liebknecht

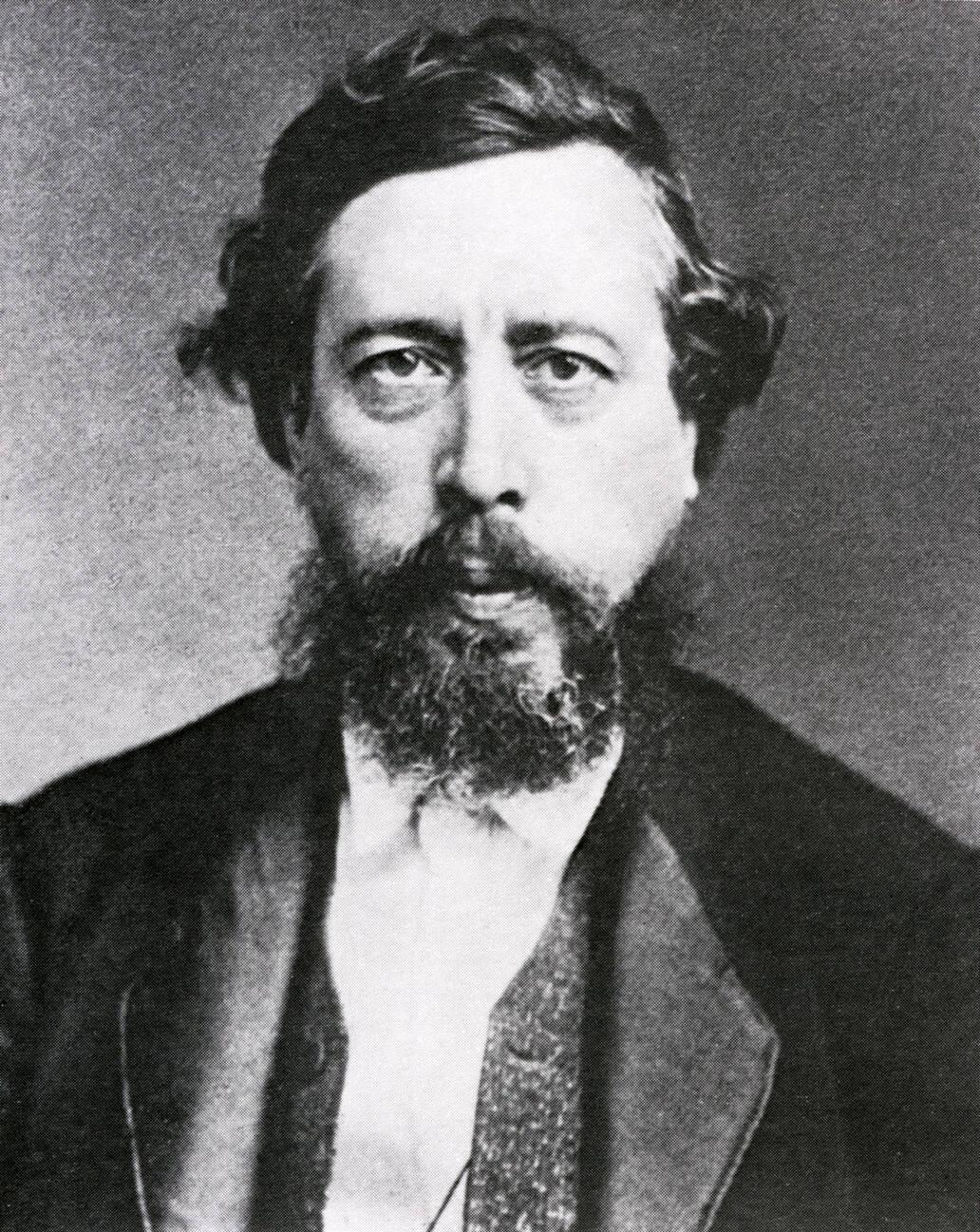
Wilhelm Liebknecht
(Fotografie aus den 1870er Jahren)

Wilhelm Philipp Martin Christian Ludwig Liebknecht (geboren am 29. März 1826 in Gießen, Großherzogtum Hessen; gestorben am 7. August 1900 in Charlottenburg, Königreich Preußen, Deutsches Reich) war einer der Gründerväter der Sozialdemokratischen Partei Deutschlands (SPD) und damit eine der wichtigsten Personen in der Geschichte der deutschen Sozialdemokratie.
Als radikaldemokratischer Revolutionär beteiligte er sich aktiv an den Revolutionen von 1848/49 – nach der französischen Februarrevolution vor allem in Baden (vgl. Badische Revolution). Bedingt durch deren Niederschlagung lebte er von 1849 bis 1862 dreizehn Jahre im Exil: zunächst in der Schweiz und ab 1850 in England, wo er als Mitglied des Bundes der Kommunisten in engem Kontakt zu Karl Marx und Friedrich Engels stand und sich unter deren Einfluss marxistischen Positionen zuwandte. Zurück in Deutschland wurde Liebknecht während der ersten Jahrzehnte des Kaiserreichs zu einem der profiliertesten sozialistischen Politiker im Reichstag. Dort war er ein bedeutender Kontrahent des Reichskanzlers Otto von Bismarck und des auf die Bismarck-Ära folgenden imperialistischen Weltmachtstrebens Deutschlands unter Kaiser Wilhelm II.
Abseits seiner politischen Tätigkeit war Liebknecht nach dem Studium mehrerer geisteswissenschaftlicher Fächer in Gießen, Berlin und Marburg sowie zwei Handwerksausbildungen auch pädagogisch als Lehrer und publizistisch als Journalist und Redakteur tätig.
Er war als Urenkel ein Nachfahr des Mathematikers und Theologen Johann Georg Liebknecht. Wilhelm Liebknecht selbst hatte mehrere mit unterschiedlicher politischer, kultureller und wissenschaftlicher Bedeutung bekannt gewordene Nachkommen, darunter drei seiner Söhne: neben dem Chemiker Otto Liebknecht die sozialistischen Politiker Theodor und Karl Liebknecht. Zu seinen Enkeln zählen der Künstler Robert Liebknecht sowie der Architekt Kurt Liebknecht.

## Bedeutung und Wirkung Liebknechts

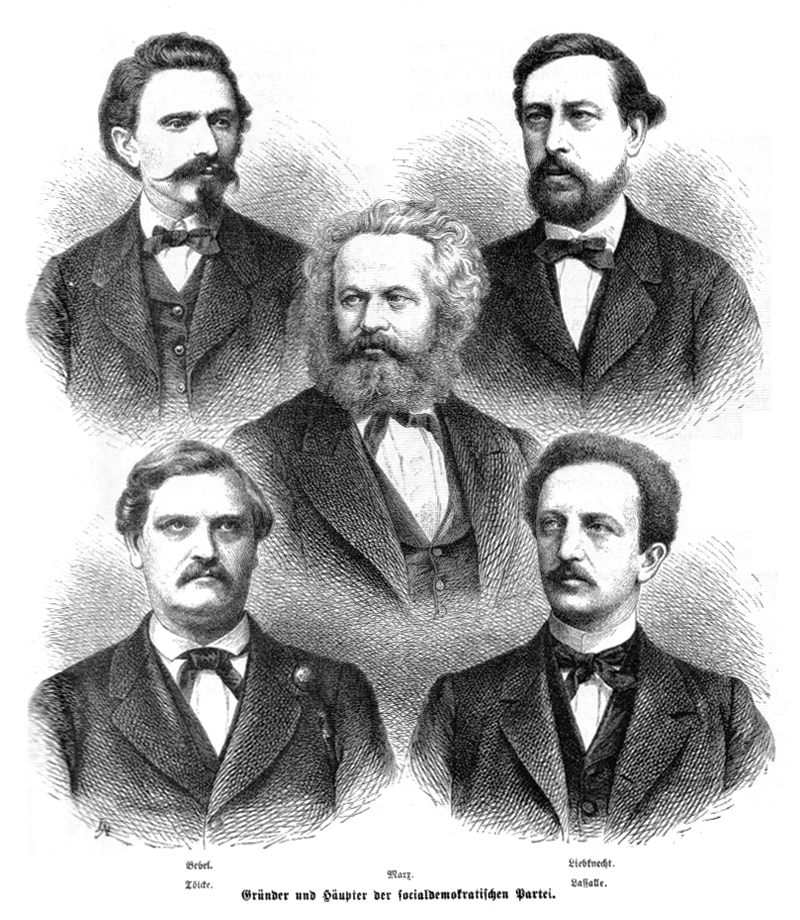
Protagonisten der parteipolitisch organisierten frühen deutschen Arbeiterbewegung.
Obere Reihe: August Bebel, Wilhelm Liebknecht für die SDAP. Mitte: Karl Marx als ideeller Impulsgeber. Untere Reihe: Carl Wilhelm Tölcke, Ferdinand Lassalle für den ADAV.

Wilhelm Liebknecht erlangte historische Bedeutung als einer der Begründer der parteipolitisch organisierten deutschen Sozialdemokratie. Seine Biographie ist eng mit der Entwicklung der sozialistischen Arbeiterbewegung Deutschlands und Europas im 19. Jahrhundert verbunden.
Von 1863 bis 1865 war Liebknecht Mitglied der ersten sozialdemokratischen Parteiorganisation in den Staaten des Deutschen Bundes, dem auf Initiative von Ferdinand Lassalle gegründeten Allgemeinen Deutschen Arbeiterverein (ADAV). Nach seinem Ausschluss infolge zunehmender und grundlegender politischer Differenzen mit der Parteiführung gehörte Liebknecht mit August Bebel zu den Initiatoren und Mitbegründern der weiteren Vorgängerparteien der SPD während der Zeit des Übergangs des Deutschen Bundes zum „kleindeutschen“ Nationalstaat des Deutschen Reichs: 1866 gründeten sie die Sächsische Volkspartei, die 1869 in der Sozialdemokratischen Arbeiterpartei (SDAP) aufging. 1875 erfolgte nach inhaltlicher Kompromissbildung die Vereinigung mit dem ADAV zur Sozialistischen Arbeiterpartei (SAP). Letztere wurde nach zwölfjähriger Unterdrückung – faktisch ihrem Verbot durch das Sozialistengesetz – 1890 in Sozialdemokratische Partei Deutschlands (SPD) umbenannt.
Für die entsprechenden Parteien war Liebknecht von 1867 bis 1871, und erneut ab 1874 bis zu seinem Lebensende Abgeordneter im Reichstag, dem von den damals wahlberechtigten Bürgern (Männer deutscher Staatsangehörigkeit ab dem Alter von 25 Jahren) gewählten Parlament: zuerst dem Reichstag des Norddeutschen Bundes, dann des nachfolgenden deutschen Kaiserreichs. Zusätzlich war er von 1879 bis 1885 und von 1889 bis 1892 Mitglied des Sächsischen Landtags. Zwischen 1876 und 1878 gehörte er dem vierköpfigen Zentralwahlkomitee, dem damaligen Parteivorstand der SAP an. Des Weiteren begründete er zusammen mit Wilhelm Hasenclever 1876 das Zentralorgan der damaligen SAP, den Vorwärts, der bis in die Gegenwart die Parteizeitung der SPD geblieben ist. Er war von 1891 bis zu seinem Tod dessen Chefredakteur. Bis 1878 hatte er sich diese Funktion – vor dem zwischen 1878 und 1890 geltenden zwölfjährigen Verbot der Zeitung durch das Sozialistengesetz – zwei Jahre mit Hasenclever geteilt.
Mit seinen radikaldemokratischen und revolutionär-marxistischen Positionen hatte Liebknecht wesentlichen Anteil daran, dass die SPD des 19. Jahrhunderts ideologisch an diesen Inhalten ausgerichtet wurde. Aufgrund seiner systemoppositionellen Haltung, aus der heraus Wilhelm Liebknecht die herrschenden am monarchischen Prinzip ausgerichteten Staatsstrukturen und die deutsche Regierungspolitik in der Zeit des Wilhelminismus und davor scharf kritisierte, wurde er mehrfach wegen verschiedener politischer Vergehen seiner Zeit angeklagt, darunter zum Beispiel Hochverrat und Majestätsbeleidigung. Insgesamt verbrachte er etwa sechs Jahre seines Lebens in Haft.
Liebknecht war neben seinem Engagement für die proletarische Bildungsarbeit (vgl. Arbeiterbildung) ein bedeutender Vertreter des Internationalismus in der Arbeiterbewegung. Vor dem Hintergrund seiner antimilitaristischen Haltung zählten Völkerverständigung und Frieden zwischen den Staaten zu den wesentlichen Zielen Liebknechts. Nach der Auflösung der von 1864 bis 1876 bestehenden Internationalen Arbeiterassoziation, deren Bevollmächtigter für Deutschland Liebknecht seit 1868 gewesen war, war er maßgeblich an der Gründung der Zweiten, der Sozialistischen Internationale im Jahr 1889 beteiligt. Er trug dazu bei, dass die SPD als deren deutsche Sektion zur weltweit stärksten und einflussreichsten sozialistischen Partei seiner Zeit wurde.
Außer der SPD beriefen sich später (und berufen sich, soweit noch bestehend, bis in die Gegenwart) die KPD, die SED der DDR, die DKP und die aus der SED hervorgegangene PDS (nach ihrer Vereinigung mit der WASG ab Juni 2007 Die Linke) in ihrer Traditionsbildung auf Wilhelm Liebknecht.

## Leben

### Kindheit und Jugend (1826–1842)

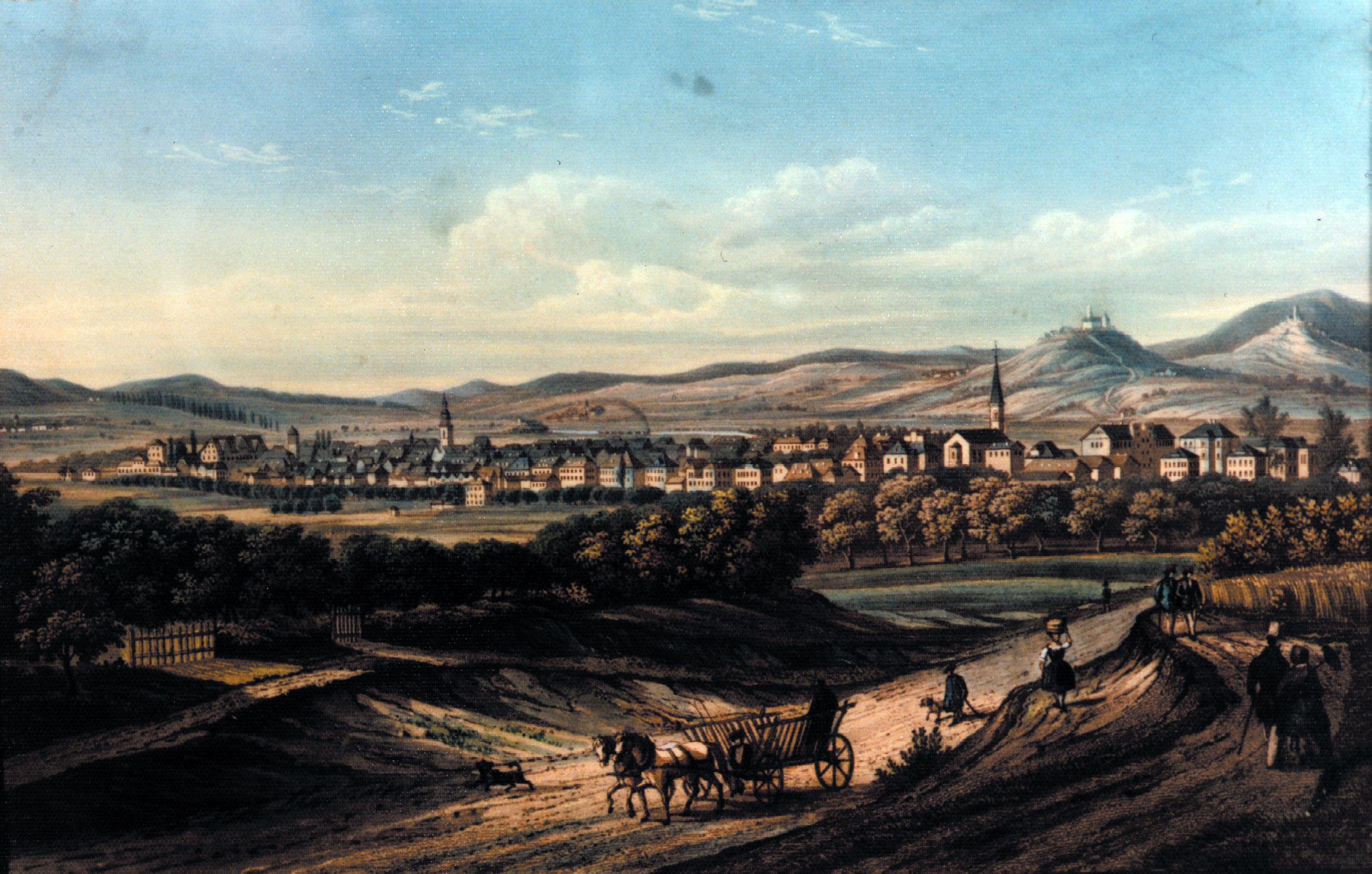
Liebknechts Geburtsstadt Gießen
Anfang des 19. Jahrhunderts

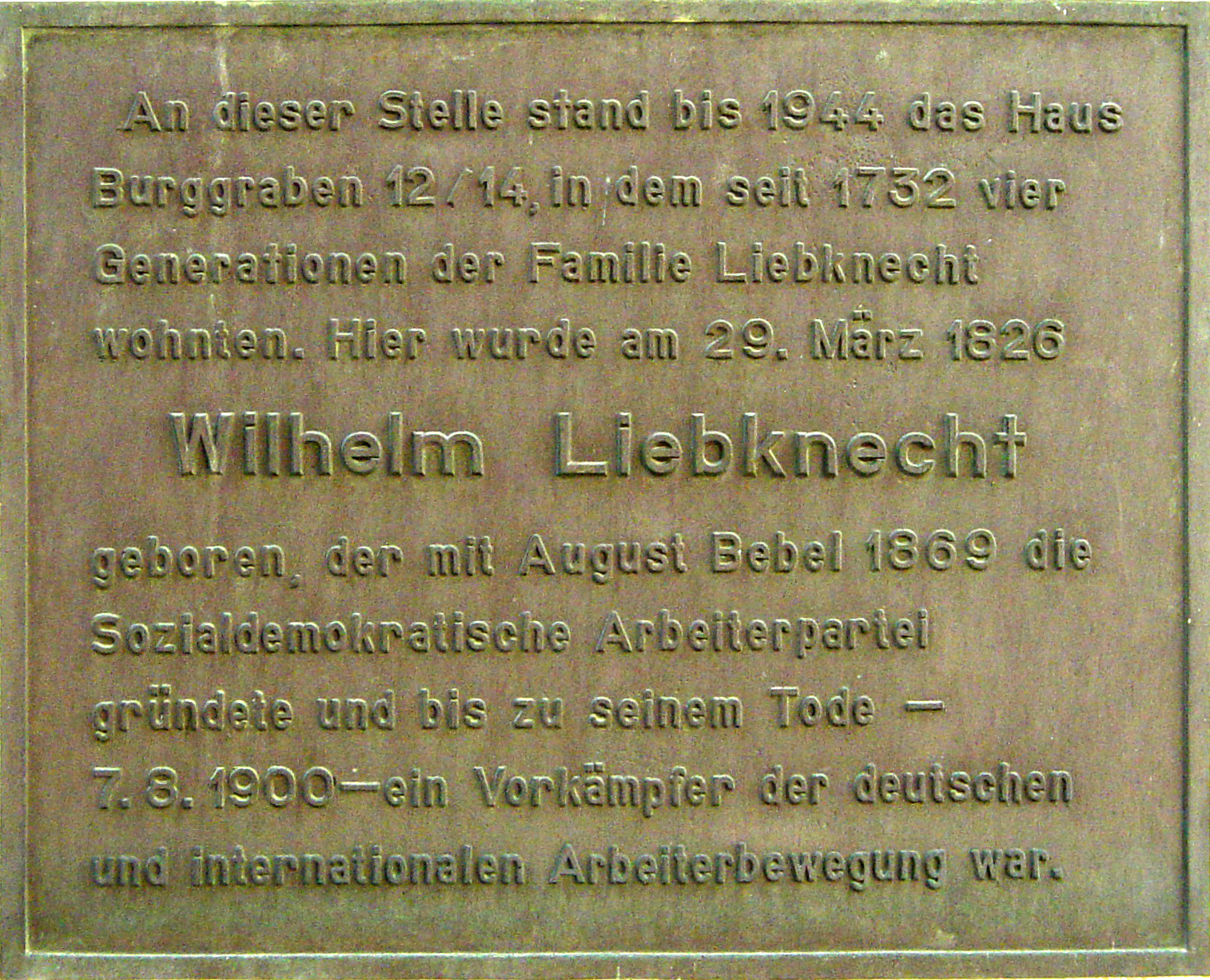
Tafel an der Stelle des Geburtshauses (1944 zerstört), Burggraben 12/14

Nach dem frühen Tod seiner Eltern, dem „großherzoglich hessischen Regierungsregistrator zu Darmstadt und Gießen“ Ludwig Christian Liebknecht (1787–1832) und dessen Frau Katharina, geb. Hirsch (1803–1831), Tochter eines „landgräflich-hessischen Oberpostmeisters“ in Hanau, nahm sich zunächst die Großmutter der Erziehung Wilhelm Liebknechts und seiner vier Geschwister an. Nach dem Tod der Großmutter im Jahr 1834 gab es seitens der nächsten Verwandten keine Bereitschaft, die Kinder aufzunehmen. So übernahmen Freunde des Vaters aus der Gießener Nachbarschaft, als Vormund insbesondere Karl Wilhelm Oßwald (1789–1845), ein Kandidat der Theologie, die weitere Betreuung der Kinder. In Gießen ging Liebknecht auch zur Schule, die er 1842 mit Gymnasialabschluss beendete.
Die von den verwaisten und mittellosen Kindern in der Herkunftsverwandtschaft als Widerspruch empfundene Diskrepanz zwischen einer christlich-moralischen Anspruchshaltung und deren vermisster Umsetzung (z. B. Nächstenliebe versus fehlender Fürsorge) verstärkte bei den Brüdern Wilhelm und Louis ihre negative Einstellung gegenüber Kirche und religiösem Glauben und förderte die spätere Entwicklung Liebknechts zu einem Anhänger der deutschen Freidenker-Bewegung.
Als Wilhelm Liebknecht noch als Kind vom Schicksal seines Großonkels mütterlicherseits, des evangelischen Pfarrers Friedrich Ludwig Weidig, erfuhr, den er nie persönlich kennengelernt hatte, wirkte sich dies prägend auf sein späteres Leben aus. Weidig hatte 1834 mit dem Schriftsteller und Dramatiker Georg Büchner die kurz nach ihrem Erscheinen behördlich verbotene sozialrevolutionäre Flugschrift Der Hessische Landbote unter der Überschrift „Friede den Hütten, Krieg den Palästen!“ veröffentlicht und verbreitet. 1837 war Weidig nach wiederholt an ihm begangenen Folterungen in der Haft verstorben. Laut Angaben der damaligen hessischen Justiz hatte er Selbstmord begangen. Eine unabhängige Untersuchung des Todes von Strafgefangenen war zu der Zeit nicht üblich.

### Studium und erstes Exil (1843–1847/48)
Wilhelm Liebknecht studierte zwischen 1843 und 1847 an verschiedenen Universitäten unterschiedliche geisteswissenschaftliche Fächer: Zuerst in seiner Heimatstadt Gießen Philologie, Evangelische Theologie und Philosophie, dazwischen 1845/46 ein Semester an der philosophischen Fakultät in Berlin, zuletzt erneut Philologie in Marburg. Neben dem Studium absolvierte er zwei Handwerkerlehren: In Wieseck bei Gießen lernte er Zimmermann, in Marburg Büchsenmacher. Dies, so nahm er an, würde ihm bei seiner zeitweilig aus politischen Gründen erwogenen Auswanderung nach Amerika helfen, vor Ort zurechtzukommen. Mit der entsprechenden Erwägung stand Liebknecht in seiner Familie nicht allein. Schließlich war es jedoch lediglich sein Bruder Louis, der das Vorhaben 1851 mit seiner Auswanderung in die USA, wo er auf einer Farm in Michigan lebte, umsetzen sollte.

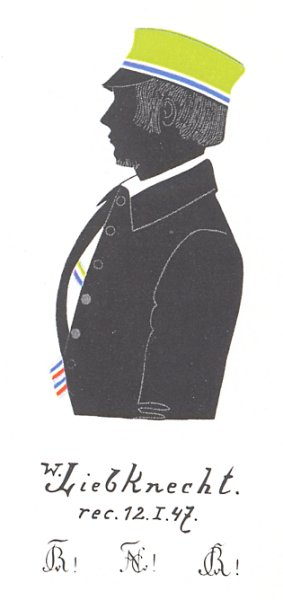
Profil des 21-jährigen Wilhelm Liebknecht in der Couleur der Hasso-Nassovia (1847)

Als Student kam Wilhelm Liebknecht – noch zur Zeit des Vormärz – in Kontakt mit der studentischen Verbindungsbewegung, die sich für demokratische Rechte und die nationale Einigung des Deutschen Bundes in einem gesamtdeutschen Nationalstaat einsetzte. Viele der in Corps und Burschenschaften organisierten Studenten standen zu dieser Zeit – infolge der repressiven Karlsbader Beschlüsse von 1819 häufig aus dem illegalen Untergrund heraus – in Opposition zur seit dem Wiener Kongress von 1814/1815 herrschenden reaktionären Restaurationspolitik, die wesentlich vom österreichischen Staatskanzler Fürst von Metternich geprägt war.
Dabei war Liebknecht eher von den frühsozialistischen Vorstellungen Saint-Simons als von nationalstaatlichen Ideen beeinflusst, was ihn nicht davon abhielt, studentischen Verbindungen beizutreten. So trat er 1844 in die Burschenschaft Alemannia Gießen und 1846 in das Corps Rhenania Gießen ein. In Marburg wurde er am 12. Januar 1847 in das Corps Hasso-Nassovia aufgenommen. Im Juli 1847 gründete er zusammen mit Studenten aus Fulda das Corps Rhenania, das schon im folgenden Wintersemester wieder aufgelöst werden sollte.
Während seines Studiums in Berlin kam Liebknecht Mitte 1845 als Neunzehnjähriger in Kontakt mit Anhängern der revolutionären polnischen Nationalbewegung aus der preußischen Provinz Posen, mit der er sympathisierte. Dabei erhielt er Kenntnis von einem geplanten Unabhängigkeitsaufstand der Polen, der jedoch wenig später verraten und im Keim erstickt wurde. Unter den zwei Jahre danach im sogenannten Polenprozess angeklagten Anführern des Aufstandes befanden sich auch Freunde Wilhelm Liebknechts aus dieser Zeit. Liebknecht selbst wurde im März 1846 bei seiner Rückreise nach Gießen während eines Abstechers ins österreichische Kronland Böhmen kurzzeitig festgenommen, wegen seiner Sympathien für die polnischen Revolutionäre von der österreichischen Gendarmerie verhört und daraufhin des Landes verwiesen.
Anfang August 1846 trat Liebknecht erstmals als einer der Anführer und Sprecher der Gießener Studenten ins Licht der Öffentlichkeit. Eine polizeiliche Maßnahme gegen einen alkoholisierten Kommilitonen eskalierte so weit, dass eine Abteilung Soldaten aus Butzbach zur Wiederherstellung der öffentlichen Ordnung nach Gießen verlegt wurde. Daraufhin machten die Studenten mit Unterstützung der Bürger einen Auszug (demonstrativ-symbolische Universitätsstandort-Verlegung) zur zehn Kilometer nördlich der Stadt gelegenen Burg Staufenberg. An den Verhandlungen mit der Universitätsleitung über die Bedingungen der Rückkehr nach Gießen waren neben anderen auch Liebknecht und Ludwig Büchner, ein jüngerer Bruder Georg Büchners beteiligt. Die Studentenrevolte sorgte auch für überregionale Resonanz. Selbst die britische Zeitung The Times machte die Studentenmeute in Gießen zum Thema eines Leitartikels.
Im Herbst 1846 schrieb Liebknecht sich für das Fach Philosophie an der Universität Marburg ein. Er sah sich jedoch veranlasst, Marburg noch vor Abschluss seines Studiums im Sommer 1847 fluchtartig zu verlassen, da ihm wegen der Teilnahme an einem öffentlichen Vivat für Sylvester Jordan, Mitverfasser der kurhessischen Verfassung von 1831, bis zur Aufhebung seiner Kerkerhaft 1845 einer der damals bekanntesten politischen Strafgefangenen in Hessen, polizeiliche und juristische Repressalien drohten. Ein Freund hatte ihn vor einer anstehenden Verhaftung gewarnt.
Zusammen mit einem anderen Freund namens Maus verließ Liebknecht in den ersten Julitagen 1847 Gießen mit der Absicht, über Mainz und Rotterdam nach Amerika zu emigrieren. In Wisconsin wollten sie eine Ackerbau-Genossenschaft bilden. Während der Bahnfahrt nach Mainz-Kastel trafen sie Dr. Ludolf, einen Lehrer am Fröbelschen Institut, einer Zürcher „Musterschule“ von Karl Fröbel, einem Neffen des Reformpädagogen Friedrich Wilhelm August Fröbel. Liebknecht änderte daraufhin spontan seine Pläne und war 1847/48 Lehrer an dieser Schule. Er machte auch erste journalistische Erfahrungen als Korrespondent der Mannheimer Abendzeitung, für die er beispielsweise über den Sonderbundskrieg im November 1847 berichtete, einen Bürgerkrieg zwischen liberal-progressiven und katholisch-konservativ geprägten Kantonen, der ein knappes Jahr später mit der Bundesverfassung vom September 1848 zur Umwandlung der Schweiz von einem Staatenbund zu einem Bundesstaat führen sollte.

### Beteiligung an der Revolution von 1848/49

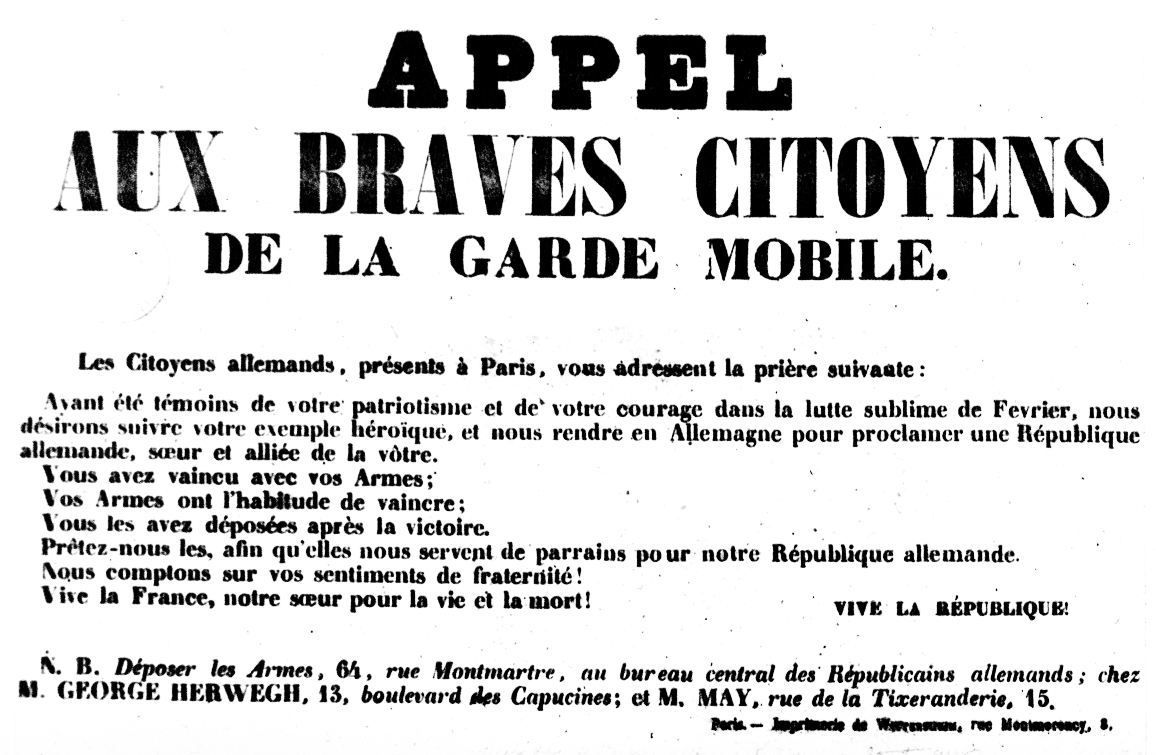
Öffentlicher Aufruf der Deutschen Demokratischen Gesellschaft an die revolutionäre Pariser Garde mobile zur Überlassung von Waffen im Kampf für eine deutsche Republik

Die Auslösung der bürgerlichen Februarrevolution 1848 in Frankreich führte Liebknecht nach Paris, wo er aktiv auf der Seite der Aufständischen an den revolutionären Kämpfen teilnahm.
Die Februarrevolution, die zum Sturz des in den ersten Regentschaftsjahren als „Bürgerkönig“ bezeichneten Louis Philippe von Orléans und zur Ausrufung der Zweiten Französischen Republik führte, bildete den Funken für den Beginn der Märzrevolution in den Staaten des Deutschen Bundes; – dort zuerst im Großherzogtum Baden. Die Badische Revolution war als regionaler Bestandteil dieser gesamtdeutschen Revolution von 1848/49 diejenige, in der die mit am weitesten gehenden Forderungen nach Demokratie und sozialen Veränderungen zugunsten der sozial benachteiligten Bevölkerungsschichten (im Wesentlichen Handwerksgesellen, Arbeiter und Bauern ohne Landbesitz) vertreten wurden.
Liebknecht schloss sich noch in Paris der Deutschen Demokratischen Legion an, die vom im dortigen Exil lebenden Dichter Georg Herwegh zusammengestellt wurde, um in Baden den Heckeraufstand zu unterstützen. Allerdings erkrankte Liebknecht, kurz bevor die etwa 800 bis 1000 Mann umfassende Herweghsche Freischärler-Truppe Ende März 1848 aus Paris Richtung Straßburg aufbrach, so dass er nicht daran teilnehmen konnte. Nach seiner Genesung kehrte Liebknecht zunächst wieder nach Zürich zurück.

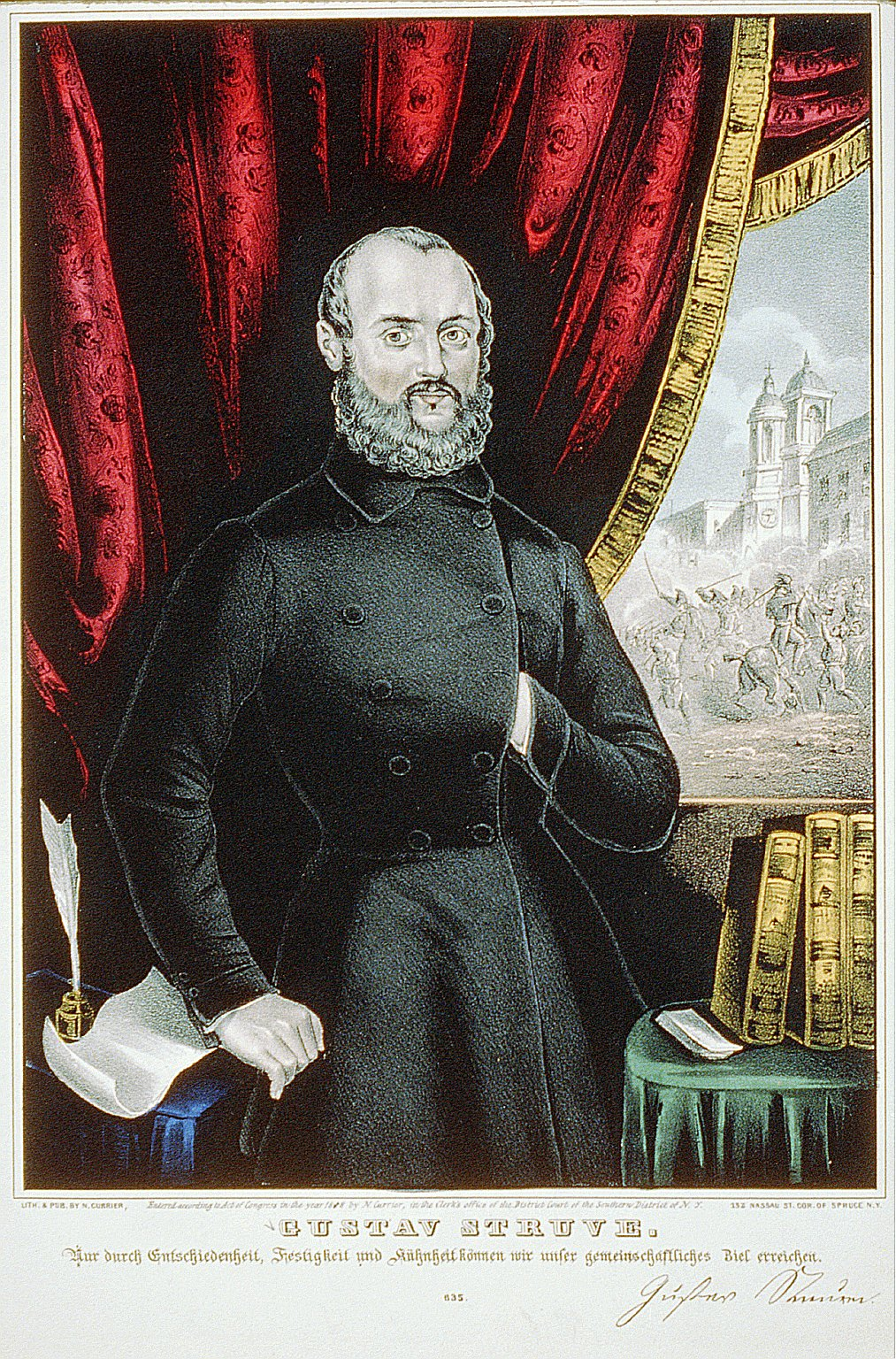
Gustav Struve (1805–1870), Liebknechts Vorgesetzter im Mannheimer Arbeiterbataillon

Im September 1848 beteiligte sich Liebknecht am Aufstand radikaldemokratischer Revolutionäre um Gustav Struve im südbadischen Lörrach, dem sogenannten Struve-Putsch. Nach dessen Niederschlagung wurde Wilhelm Liebknecht in Säckingen verhaftet und später nach Freiburg überstellt. Während seiner Gefangenschaft in Freiburg verliebte sich der damals 22-Jährige in die sechs Jahre jüngere Ernestine Landolt, eine Tochter des Gefängnisaufsehers, die 1854 Liebknechts erste Ehefrau werden sollte. Im Mai 1849 kam er nach etwa sieben Monaten Untersuchungshaft wieder auf freien Fuß, nachdem in der Bundesfestung Rastatt mit einer Meuterei der badischen Garnison am 11. Mai 1849 der badische Maiaufstand im Rahmen der Reichsverfassungskampagne begonnen hatte.
Liebknecht schloss sich während dieser letzten Phase der Märzrevolution der Badischen Volkswehr an. Als Leutnant im Mannheimer Arbeiterbataillon war er Adjutant Gustav Struves. Der Kampf der Revolutionäre für die im Grunde schon gescheiterte Reichsverfassung beinhaltete den Einsatz für die Anerkennung der demokratischen Veränderungen in einigen Staaten des Deutschen Bundes und die Verteidigung der nach der Flucht des Großherzogs Leopold von Baden am 1. Juni 1849 ausgerufenen badischen Republik gegen die von Norden und Westen anrückende konterrevolutionäre Armee. Diese wurde von preußischen Offizieren unter dem Oberkommando des Bruders von König Friedrich Wilhelm IV. von Preußen angeführt, – dem bei den Revolutionären als Kartätschenprinz berüchtigten Wilhelm von Preußen, der 1861 zum preußischen König und 1871 zusätzlich zum ersten deutschen Kaiser Wilhelm I. ausgerufen werden sollte.

### Zweites Exil, Einfluss von Karl Marx (1849–1862)

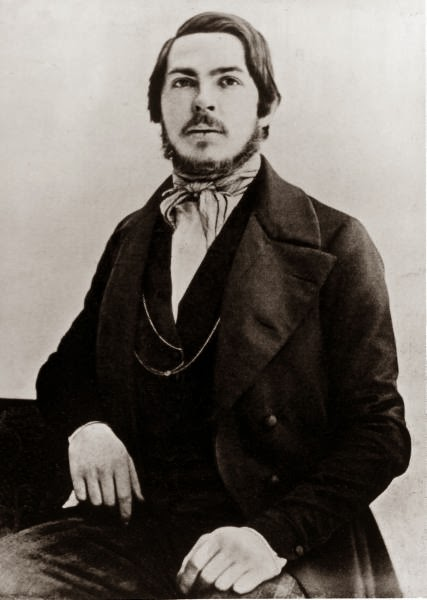
Friedrich Engels (1820–1895), Daguerreotypie 1840er Jahre

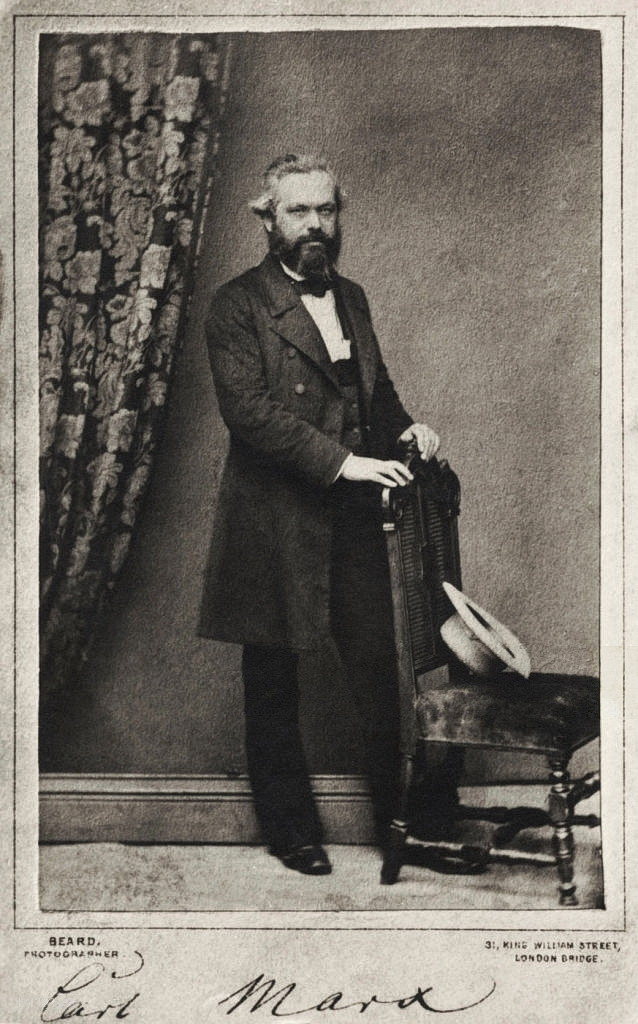
Karl Marx (1818–1883), Fotograf: Richard Beard, London, vor 1860

Nach der Niederschlagung der Revolution durch preußische Truppen im Juli 1849 konnte sich Liebknecht einer Gefangennahme (die zu einer Hinrichtung hätte führen können) durch Flucht ins Exil entziehen. Er ging zunächst wieder in die Schweiz, wo er Präsident des Demokratischen Vereins in Genf wurde. Dort lernte er Friedrich Engels kennen, der ebenfalls als Beteiligter an der badischen Revolution vorübergehend in der Schweiz Zuflucht gefunden hatte.
Die Initiative zur Vereinigung der deutschen Arbeiterbildungsvereine in der Schweiz führte zu einer erneuten Verhaftung Liebknechts am 20. Februar 1850 in Murten, und zu seiner Ausweisung wegen „sozialistischer Umtriebe“ am 7. April des gleichen Jahres. Karl Marx warf 1860 in seiner umfangreichen Abhandlung Herr Vogt dem gleichfalls aus Gießen stammenden Emigranten Carl Vogt vor, durch die denunzierende Formulierung vom „Revolutionstag in Murten“ zur Ausweisung beigetragen zu haben.
Über Frankreich kam Wilhelm Liebknecht nach England. In London trat er dem seit 1847 bestehenden und 1852 aufgelösten Bund der Kommunisten bei. Über diese Organisation traf er wieder auf Engels und kam in Kontakt mit Karl Marx, zu dem er eine persönliche Freundschaft aufbaute, die in den folgenden Jahren, noch während seiner Zeit im Exil, nicht unbelastet blieb. So schrieb Marx 1859 in einem Anflug des Zorns bezüglich des Disputs mit Liebknecht in einem Brief an Engels, in dem er sich polemisch-abwertend über Wilhelm Liebknecht äußerte:
„… Liebknecht ist ebenso schriftstellerisch unbrauchbar wie er unzuverlässig und charakterschwach ist. Der Kerl hätte diese Woche einen definitiven Abschiedstritt in den Hintern erhalten, zwängen nicht gewisse Umstände, ihn einstweilen noch als Vogelscheuche zu verwenden …“
Dennoch vertiefte Liebknechts Kontakt zu Marx seine sozialistische Einstellung und prägte wesentlich seine nachfolgende politische Haltung. Dabei stand er der materialistischen Dialektik Marx’ weiterhin eher distanziert gegenüber. Bei aller Annäherung an die marxistische Theorie legte Liebknecht seine radikaldemokratischen Wurzeln nicht ab. Demokratie ohne Sozialismus war für ihn keine wirkliche Demokratie, und Sozialismus ohne Demokratie kein wirklicher Sozialismus. Beides bedingte sich in seinen Augen gegenseitig.
Beschäftigung fand Liebknecht in England unter anderem als Privatlehrer und Korrespondent, wodurch er sich und seine Frau Ernestine, die er 1854 in London geheiratet hatte, notdürftig über Wasser halten konnte.

### Parteipolitische Organisierung der Sozialdemokratie (1863–1890)
Als 1862 durch eine Amnestie als Folge der Inthronisierung des preußischen Königs Wilhelm I. die Strafverfolgung für viele ehemalige 1848/49er-Revolutionäre während der Reaktionsära nach der Märzrevolution aufgehoben wurde, kehrte das Ehepaar Liebknecht nach Deutschland zurück, wo sich Wilhelm Liebknecht zunächst in Preußen beim Aufbau der sozialdemokratischen Bewegung beteiligte. Neben seinem Engagement für die Arbeiterbildungsvereine verstärkte sich sein Einsatz für eine parteipolitische Organisierung der Arbeiterbewegung.

#### Konflikt mit dem ADAV

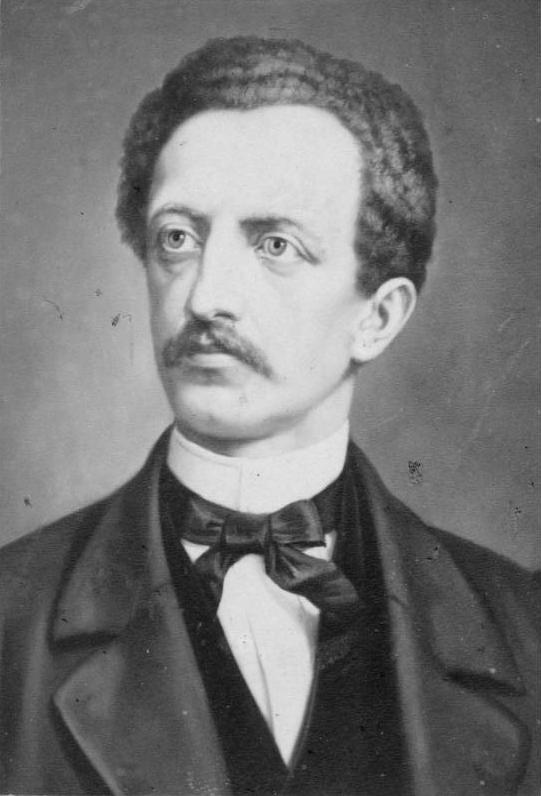
Ferdinand Lassalle (1825–1864)

In Preußen wurde Liebknecht 1863 Mitglied in dem auf Initiative von Ferdinand Lassalle neu gegründeten Allgemeinen Deutschen Arbeiterverein (ADAV), der ersten als politische Partei organisierten Vorläuferorganisation der späteren SPD. Er arbeitete als Journalist unter anderem für das Zentralorgan des ADAV, die Zeitung Der Social-Demokrat, aber auch für bürgerlich-liberale Zeitungen wie die erst kurz zuvor gegründete Norddeutsche Allgemeine Zeitung, deren Linie sich später in eine die Politik Bismarcks unterstützende und die Sozialdemokratie ablehnende Richtung wandeln sollte.
Bereits zwischen Lassalle und Liebknecht hatte es Differenzen um die Rolle des Staates, insbesondere der von Lassalle vertretenen vorrangigen Rolle Preußens im deutschen Staatenbund gegeben. Weitere Meinungsverschiedenheiten drehten sich um die Bedeutung von Reform oder Revolution auf dem Weg zu einer angestrebten sozialistischen Gesellschaft. Während Lassalle den allmählichen Weg zum Sozialismus durch Reformen innerhalb einer nationalstaatlich organisierten Gesellschaftsstruktur für möglich hielt und anstrebte, erwartete Liebknecht von Reformen bestenfalls eine marginale, jedoch keine wesentliche Verbesserung der Lage der Arbeiterklasse. Er setzte eine soziale und politische Revolution im Sinn einer von Marx postulierten historischen Notwendigkeit voraus, um zu einer grundlegenden Umwälzung der herrschenden Verhältnisse auf dem Weg in eine klassenlose Gesellschaft zu kommen. Seiner Ansicht nach sollte die Sozialdemokratie darauf hinarbeiten, und die Arbeiterbewegung auf diese Revolution – nicht nur in einem nationalen Rahmen – vorbereiten. Dazu war für Liebknecht eine enge parteipolitische Bindung an die Gewerkschaftsbewegung, die zu jener Zeit noch in ihren Anfängen steckte, wichtig; wohingegen Lassalle der Organisationsform Gewerkschaft eher ablehnend gegenüberstand und dagegen die Gründung von Produktivgenossenschaften favorisierte.

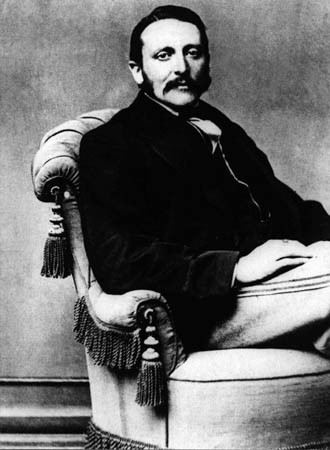
Johann Baptist von Schweitzer (1833–1875)

Nach Lassalles frühem Tod infolge eines Pistolenduells aus privaten Hintergründen im Jahr 1864 spitzten sich die Auseinandersetzungen zwischen Liebknecht und der Partei zu. 1865 wurde Wilhelm Liebknecht als einer der bedeutendsten Vertreter der parteiinternen Oppositionsgruppe, zu der neben anderen auch Wilhelm Bracke, Samuel Spier und Julius Vahlteich gehörten, aus dem ADAV ausgeschlossen.
Letzter Anlass für diesen Ausschluss war ein Konflikt, in den er mit dem Herausgeber des Social-Demokrat, Johann Baptist von Schweitzer, geriet, als Liebknecht die preußenfreundliche und kleindeutsch-nationalistische Ausrichtung des Blattes kritisierte, wegen der er schließlich die Redaktion verließ. Von Schweitzer, nach dem Tode Lassalles seit 1864 einflussreicher Funktionär des ADAV und von 1867 bis 1871 dessen autokratisch auftretender Präsident, hatte infolge von Liebknechts Kritik dessen Parteiausschluss betrieben.

#### Ausweisung aus Preußen, Kontakt zu August Bebel

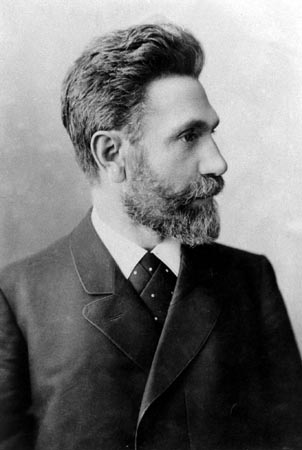
August Bebel (1840–1913)

Unmittelbar nach dem Ausschluss wurde Liebknecht auch aus Berlin und Preußen ausgewiesen, woraufhin er sich in Leipzig im Königreich Sachsen niederließ, und sich dort dem sächsischen Arbeiterbildungsverein anschloss. Hier lernte er den 14 Jahre jüngeren August Bebel kennen, der sich unter Liebknechts Einfluss ebenfalls marxistischen Positionen annäherte. Zwischen Liebknecht und Bebel entwickelte sich in der Folgezeit nicht nur eine enge politische Zusammenarbeit, sondern auch eine lebenslange persönliche Freundschaft. Beide waren sich einig in ihrer Ablehnung des preußischen Militär- und Polizeistaates und dessen Hegemoniestreben, seit 1862 unter der Ministerpräsidentschaft Otto von Bismarcks. Aus diesem Grund suchten sie Mitte der 1860er Jahre das Bündnis mit den süddeutschen Liberalen, die sich nach dem preußischen Verfassungskonflikt und der Indemnitätsvorlage Bismarcks bis 1868 zum Beispiel in der Deutschen Volkspartei (DtVP), einer linksliberalen Abspaltung der Deutschen Fortschrittspartei, sammelten. Die im Gegensatz zur anderen Abspaltung der Fortschrittspartei, der Bismarck-treuen Nationalliberalen Partei, in verschiedene kleinere Parteien zersplitterten Linksliberalen vertraten zwar nicht durchgehend eine reine Republik, sondern teilweise eine konstitutionelle Monarchie, – jedoch unter Einbeziehung Österreichs, also als großdeutsche Lösung mit föderalistischer Struktur und mit deutlich eingeschränkten Machtbefugnissen für die herrschenden Monarchen und Fürsten. Mit der Zusammenarbeit war die Hoffnung verbunden, den reaktionären Einfluss Preußens einzudämmen.

#### Von der Sächsischen Volkspartei zur SDAP
Zusammen mit Bebel initiierte Liebknecht am 19. August 1866 die Gründung der Sächsischen Volkspartei, die eine Allianz zwischen den zunehmend sozialistisch ausgerichteten Arbeiterbildungsvereinen und Vertretern eines antipreußischen, in der späteren Historiographie als „linksliberal“ bezeichneten Bildungsbürgertums in Sachsen bildete. Im Jahr darauf wurden Bebel und Liebknecht zusammen mit Reinhold Schraps als Angehörigem des eher liberalen Parteiflügels als Abgeordnete dieser Partei in den Reichstag des Norddeutschen Bundes gewählt, wo sie, ab 1868 gemeinsam mit der Deutschen Volkspartei (DtVP), gegen die Regierung Bismarcks und die Vorherrschaft Preußens opponierten. 1868 war er Mitbegründer des Demokratischen Wochenblatts.
In dieser Zeit überschattete der Tod seiner Ehefrau Ernestine Liebknechts Privatleben. Sie war 1867 an Tuberkulose, damals auch als „Schwindsucht“ oder „Proletarierkrankheit“ bezeichnet, erkrankt und innerhalb kurzer Zeit im Alter von 35 Jahren daran verstorben. Aus der Ehe waren die Töchter Alice (1857–1933) und Gertrud (1863–1936) hervorgegangen. Ein Sohn (Richard) war bereits in seinem ersten Lebensjahr 1857 verstorben. Ein Jahr nach dem Tod seiner ersten Ehefrau heiratete Wilhelm Liebknecht erneut. Seine zweite Frau Natalie, geborene Reh (1835–1909), bis dahin eine Freundin der Familie, und über den gleichen Urgroßvater Johann Georg Liebknecht eine entfernte Verwandte Liebknechts, war die Tochter des letzten Präsidenten der Frankfurter Nationalversammlung von 1848/49, Theodor Reh, und seiner Ehefrau Caroline Theodore Louise Weidig. Natalie Liebknecht brachte in den Folgejahren Theodor (1870–1948), Karl (1871–1919) und Otto (1876–1949) sowie Wilhelm Alexander (1877–1972) und Adolf Curt Carl (1879–1966) zur Welt. Der zweitgeborene Sohn Karl Liebknecht sollte zwischen 1914 und 1919 als Gegner des Ersten Weltkrieges und KPD-Mitbegründer eine eigene – verbreiteter bekannte – historische Bedeutung erlangen. Ein Enkel Liebknechts, ein Sohn seiner Tochter Alice, war der SPD-Politiker Hans Geiser, der von 1926 bis 1933 Abgeordneter des Sächsischen Landtags war.

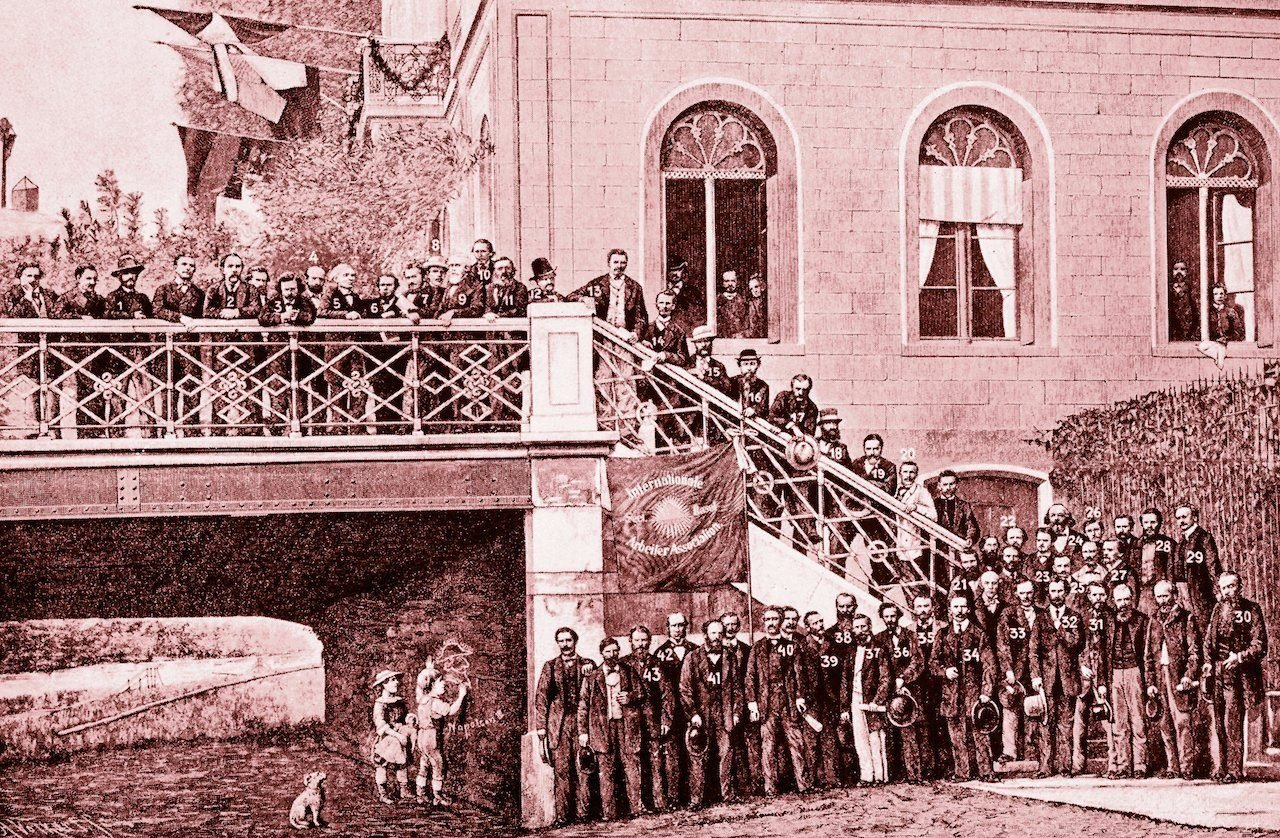
Die Delegierten des Basler Kongresses der Internationalen Arbeiterassoziation 1869, unter ihnen auch Liebknecht und Spier als Vertreter der SDAP

1869 wurde die Sächsische Volkspartei aufgelöst; ihr dominierender linker Flügel ging in der überregionalen Sozialdemokratischen Arbeiterpartei (SDAP) auf, die auf Initiative Liebknechts und Bebels und unter Mitwirkung einiger vormaliger ADAV-Dissidenten wie zum Beispiel Bracke, Spier und Vahlteich in Eisenach gegründet wurde und ein eindeutiges sozialistisches Programm erhielt. In den Folgejahren wurden die Anhänger der SDAP in Abgrenzung zu den Unterstützern des „preußisch-sozialdemokratischen“ ADAV, den „Lassalleanern“, auch „die Eisenacher“ genannt.
Nach dem Deutschen Krieg von 1866 war mit dem Sieg Preußens über Österreich bis 1867 der Deutsche Bund aufgelöst und mit dem Zusammenschluss der Fürstentümer nördlich der Mainlinie der Norddeutsche Bund unter preußischer Vorherrschaft gebildet worden. Damit hatte Österreich seine schon seit dem Ende des Krimkriegs im Jahr 1856 bröckelnde Vorherrschaft im zentralen Mitteleuropa zugunsten Preußens endgültig eingebüßt. Bei dieser Entwicklung stellte sich in der parlamentarischen Praxis zwischen 1867 und 1869 heraus, dass sich das Ziel einer großdeutschen Reichseinigung zerschlagen und damit auch das Zweckbündnis zwischen Linksliberalen und Sozialisten in der Sächsischen Volkspartei erübrigt hatte – zumal die regierungskritischen Parteien im Reichstag zu zersplittert waren, um den starken Fraktionen der Konservativen und der Nationalliberalen Partei, die Bismarcks Politik stützten, ernsthaft etwas entgegenzusetzen. Die Reichstagsmandate der Sächsischen Volkspartei gingen auf die SDAP über.
Liebknecht gab das Parteiorgan der neu gegründeten SDAP, Der Volksstaat, heraus. Die SDAP erklärte sich zur deutschen Sektion der 1864 in London gegründeten Internationalen Arbeiterassoziation (IAA), die heute auch als „Erste Internationale“ der Arbeiterbewegung bezeichnet wird. Bereits vor der Konstituierung der SDAP war Wilhelm Liebknecht 1868 zum Korrespondenten bei der IAA und zu deren Bevollmächtigtem für Deutschland ernannt worden. Im September 1869 war er gemeinsam mit Samuel Spier Delegierter der SDAP beim Basler Kongress der IAA.

#### Opposition gegen den Krieg, Festungshaft

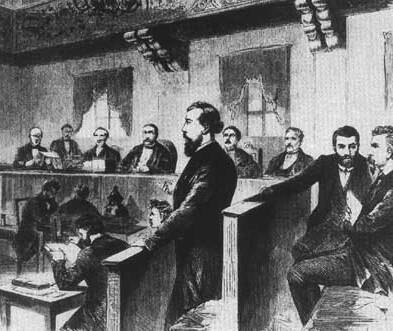
Wilhelm Liebknecht (in der Mitte im Zeugenstand stehend), August Bebel (1. v. r.) und Adolf Hepner (2. v. r.) als Angeklagte beim Leipziger Hochverratsprozess

Nach Beginn des Deutsch-Französischen Krieges im Jahr 1870 ergriff Liebknecht öffentlich Stellung gegen diesen Krieg, enthielt sich jedoch am 19. Juli 1870 unter dem zur Vorsicht mahnenden Einfluss Bebels gemeinsam mit ihm bei der Reichstagsabstimmung über einen Kredit für den Krieg gegen Frankreich. Beide betrachteten nicht nur Bismarcks Politik als gegen die Interessen der Arbeiter gerichtet, sondern auch die des französischen Kaisers Napoleon III. Am 28. November desselben Jahres lehnten sie einen weiteren Kriegskredit ab. Liebknecht und Bebel erklärten 1871 ihre Solidarität mit der Pariser Kommune und sprachen sich gegen die Annexion von Elsaß-Lothringen aus.

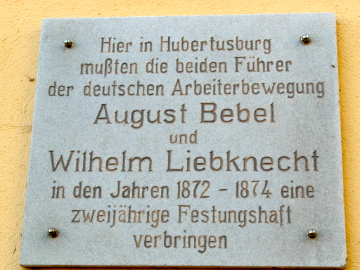
Gedenktafel August Bebel und Wilhelm Liebknecht am Schloss Hubertusburg

Infolge ihres reichskritischen Engagements wurden beide am 26. März 1872 beim Leipziger Hochverratsprozess zu zwei Jahren Festungshaft verurteilt, die sie in der Hubertusburg in Wermsdorf absaßen. Liebknechts und Bebels Opposition gegen den Krieg und ihre internationalistische Orientierung verfestigte den vom regierungstreuen Lager lancierten Ruf der Sozialdemokratie als „vaterlandslose Gesellen“, der der SPD im Kaiserreich bis zum Ersten Weltkrieg anhaften sollte – und in nationalistisch-konservativen, insbesondere in reaktionären Kreisen auch darüber hinaus.
Nach seiner Haftentlassung wurde Liebknecht 1874 nach drei Jahren Unterbrechung erneut als Abgeordneter der SDAP in den Reichstag des nunmehr (seit 1871) Deutschen Kaiserreiches gewählt.

#### Vereinigung der SDAP mit dem ADAV zur SAP

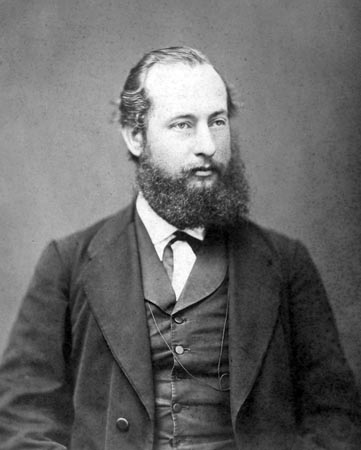
Wilhelm Hasenclever (1837–1889), letzter Präsident des ADAV

1875 vereinigte sich die SDAP in Gotha mit dem ADAV unter dessen letztem Präsidenten Wilhelm Hasenclever zur Sozialistischen Arbeiterpartei Deutschlands (SAP). Die Vereinigung der bis dahin in Konkurrenz zueinander stehenden sozialdemokratischen Parteien war möglich geworden, nachdem mit der Reichsgründung von 1871 und den mit ihr geschaffenen politischen Fakten die Hauptgründe für die Rivalität weggefallen waren, die wesentlich in unterschiedlichen Auffassungen zur nationalen Frage und zur Haltung gegenüber der Vorherrschaft Preußens in den deutschen Staaten gelegen waren. Außerdem hatte der bereits 1871 infolge von Vorwürfen der Korruption und heimlicher Absprachen mit der Regierung erfolgte Rücktritt des antimarxistischen ADAV-Vorsitzenden Johann Baptist von Schweitzer den Weg zur inhaltlichen Annäherung und schließlich Vereinigung der beiden Parteien frei gemacht.
Diese Fusion der „Eisenacher“ mit den „Lassalleanern“ wurde von Karl Marx aus London wegen der anpasslerischen Haltung an den eher reformorientierten ADAV im Gothaer Programm der SAP kritisiert (vgl. Marx’ Kritik des Gothaer Programms). Obwohl Wilhelm Liebknecht an der Ausarbeitung des Parteiprogramms, das einen Kompromiss darstellte, beteiligt war, konnte er Marx’ Kritik in ihrem Wesensgehalt teilen, stand aber aus pragmatischen Gründen, mit denen er der Einheit der sozialistischen Bewegung eine Priorität einräumte, dennoch hinter dem Zusammenschluss von SDAP und ADAV und verteidigte letztlich den von ihm mitverantworteten Kompromiss. In der von Liebknecht und Hasenclever 1876 neu gegründeten Parteizeitung Vorwärts setzte er sich später als einer der beiden gleichberechtigten Chefredakteure für die Durchsetzung der marxistischen Theorie in der vereinigten Partei ein.

#### Sozialistengesetz

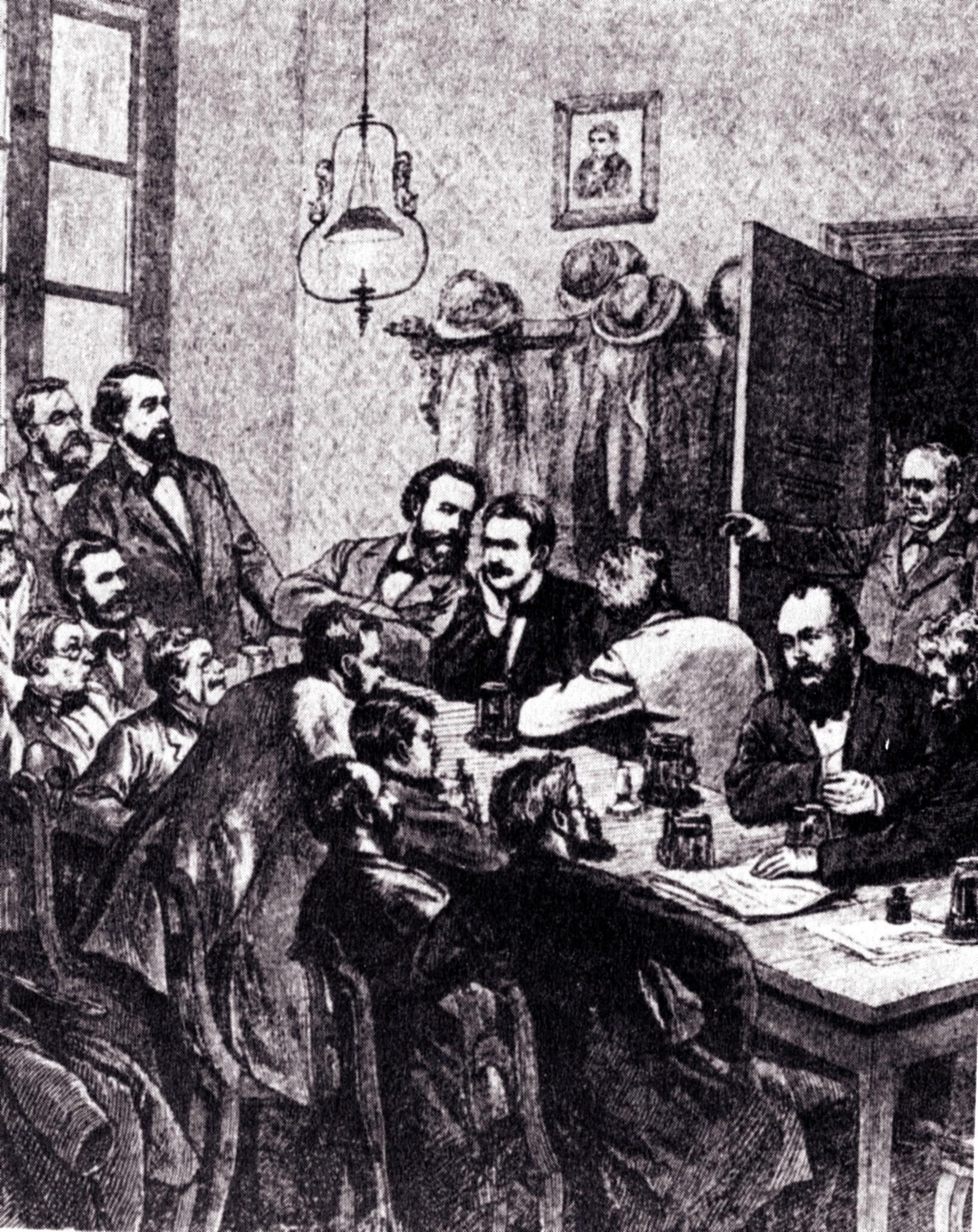
Auflösung einer Versammlung von Sozialisten 1881 in Leipzig. Unter anderen abgebildet: Wilhelm Liebknecht (stehend, 2. von links), August Bebel (vor Liebknecht sitzend), Wilhelm Hasenclever (am Tisch sitzend, 2. von rechts).

Reichskanzler Otto von Bismarck hatte die Partei von Anfang an als „Reichsfeinde“ eingestuft. Nach zwei innerhalb weniger Wochen im Mai/Juni 1878 verübten erfolglosen Attentaten auf Kaiser Wilhelm I., die Bismarck fälschlicherweise und wider besseres Wissen den Sozialdemokraten anlastete, setzte dieser Mitte Oktober 1878 im Reichstag das Sozialistengesetz durch („Gesetz gegen die gemeingefährlichen Bestrebungen der Sozialdemokratie“).
Während der Gültigkeit des jährlich verlängerten und nur leicht modifizierten repressiven Sozialistengesetzes waren bis 1890 die Aktivitäten der Sozialdemokratie, ihre Unterorganisationen, Veröffentlichungen und Versammlungen außerhalb des Reichstags und der Landtage verboten. In ihren Hochburgen, so etwa in Berlin, Leipzig, Hamburg, Offenbach am Main oder Frankfurt am Main, wurde zeitweilig der sogenannte Kleine Belagerungszustand verhängt, der es beispielsweise erlaubte, sozialistische „Agitatoren“ aus der Stadt auszuweisen. Eine der wichtigsten Publikationen der SAP jener Zeit, Der Sozialdemokrat, bei dem Liebknecht als ständiger Mitarbeiter firmierte, erschien unter der Redaktion von Paul Singer von Ende 1879 bis 1887 zunächst in Zürich, danach in London, und wurde illegal im Reich verbreitet.
Während des Sozialistengesetzes war Liebknecht trotz seines Abgeordnetenstatus auch persönlich von den repressiven Maßnahmen betroffen. 1878 wurde er zunächst aus Berlin ausgewiesen. Nach verschiedenen Gefängnisstrafen 1878/79 und von Mai 1880 bis Juni 1881 erfolgte daraufhin eine Ausweisung aus Leipzig, 1884 erneut aus Berlin, und 1887 aus Frankfurt am Main. Im Zuge solcher Maßnahmen war Liebknecht 1881 mit August Bebel in eine Vorstadt-Villa nach Borsdorf in der Nähe von Leipzig gezogen und hatte dort bis 1890 seinen Hauptwohnsitz.

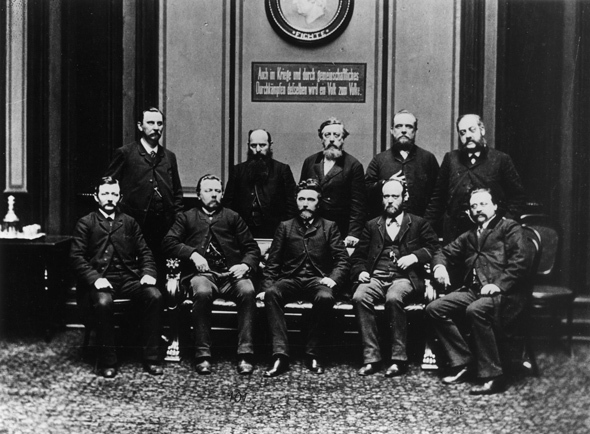
Liebknecht (hintere Reihe, Mitte) als Mitglied der sozialistischen Reichstagsfraktion von 1889.
Sitzend, von links: Georg Schumacher, Friedrich Harm, August Bebel, Heinrich Meister, Karl Frohme.
Stehend: Johann Heinrich Wilhelm Dietz, August Kühn, Wilhelm Liebknecht, Karl Grillenberger, Paul Singer.

Trotz der Repressionen wuchs die SAP in der Illegalität unter Liebknecht und Bebel zu einer Massenpartei heran. Zwischen 1881 und 1890 steigerte sich die Stimmenanzahl der Sozialdemokraten, die als Einzelpersonen weiterhin zu Wahlen antreten konnten, bei den Reichstagswahlen um über 450 % (von knapp 312.000 Stimmen auf mehr als 1,4 Millionen). Auch die für ihre Zeit moderne Sozialgesetzgebung des Reichskanzlers, mit der er durch Verbesserungen in der sozialen Absicherung der Arbeiterschaft dieser Entwicklung entgegenwirken wollte, konnte den Trend der Solidarisierung einer breiten Wählerschaft mit der Sozialdemokratie im Ergebnis nicht aufhalten.
Im Reichstag nutzte Liebknecht seine Stellung als Abgeordneter, um die Regierungspolitik Bismarcks scharf zu kritisieren. Da er außerhalb des Reichstags im Deutschland jener Zeit keine Möglichkeit hatte, legal in der Öffentlichkeit aufzutreten, und infolge der Sozialistengesetze auch viele deutsche Sozialdemokraten in die Nachbarstaaten emigriert waren, reiste er viel und sprach auf verschiedenen sozialistischen Kongressen, so zum Beispiel in Frankreich, der Schweiz, England und auch in den USA.
Nach dem Tod von Karl Marx war Liebknecht am 17. März 1883 einer der etwa zwölf anwesenden Trauergäste bei dessen Beerdigung auf dem Londoner Highgate Cemetery. Marx selbst hatte sich eine Begrenzung der „Theilnahme an dem Begräbniß auf die Familie und die intimsten Freunde“ gewünscht, was von seinen Töchtern Laura und Eleanor sowie von Friedrich Engels, der Marx’ ideelles Erbe übernommen hatte, befolgt wurde.
Während der Zeit der Sozialistengesetze gehörte Wilhelm Liebknecht zusammen mit Ludwig Büchner, mit dem er schon seit seiner Studentenzeit befreundet war, 1881 zu den Gründungsmitgliedern des Deutschen Freidenkerbundes, der sich im Unterschied zur freireligiösen Bewegung deutlich zum Atheismus bekannte und vorwiegend „bürgerlich“ geprägt war, wo aber auch Sozialdemokraten ein großes Gewicht hatten. Hieraus entstanden mehrere Freidenkerorganisationen, die nach dem Ersten Weltkrieg zumeist sozialdemokratisch und kommunistisch orientiert waren (vgl. Vorgeschichte des Deutschen Freidenker-Verbandes).

#### Gründung der Sozialistischen Internationale

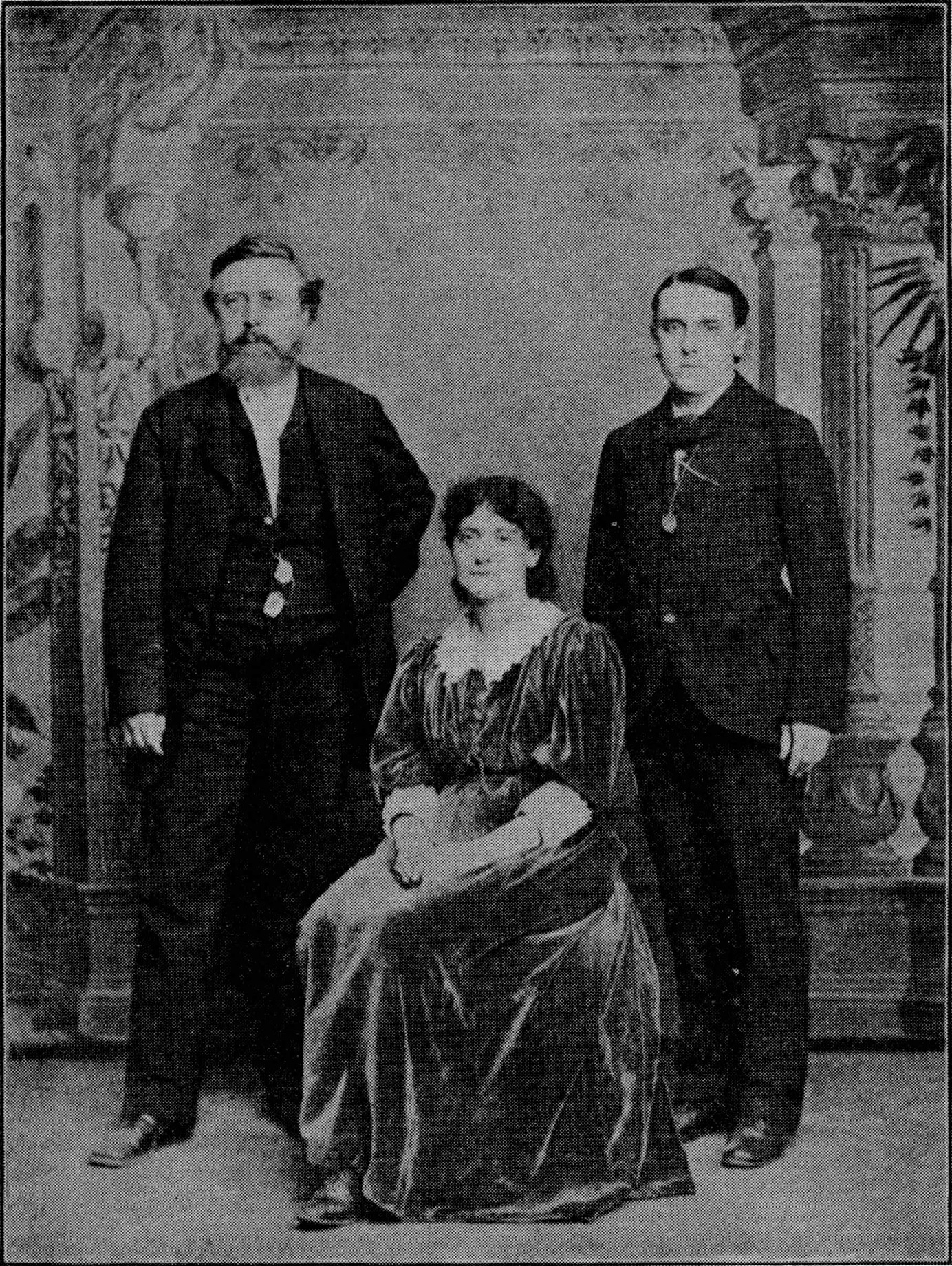
Liebknecht mit Eleanor Marx, der jüngsten Tochter von Karl Marx, die ebenfalls an den Gründungsvorbereitungen der Zweiten Internationale beteiligt war, und Edward Aveling. (Fotografie von 1886 während der Agitationsreise nach Amerika, New York).

Nach der Spaltung der Internationalen Arbeiterassoziation im Jahr 1872 und deren bis 1876 erfolgten Auflösung aufgrund des Konflikts zwischen dem anarchistischen Flügel um Michail Bakunin und dem marxistischen Flügel um Karl Marx war es nach Marx’ Tod Liebknechts Bestreben, zu einer neuen Einheit der internationalen Arbeiterbewegung zu kommen. Darin war er sich mit Friedrich Engels, mit dem Liebknecht weiterhin in engem Kontakt stand, einig.
Bei der Gründung der Sozialistischen Internationale 1889 in Paris, an der Liebknecht einen maßgeblichen Anteil hatte, war die SAP trotz ihrer Unterdrückung im eigenen Land zur einflussreichsten sozialistischen Partei der Welt geworden. Allein 85 Teilnehmer des Gründungskongresses dieser Zweiten Internationale vom 14. Juli bis 20. Juli 1889, an dem insgesamt etwa 400 Delegierte aus 20 Staaten versammelt waren, waren aus dem Deutschen Reich; unter ihnen neben August Bebel und Eduard Bernstein auch Carl Legien als ein Vertreter der deutschen Gewerkschaftsbewegung, und mit Clara Zetkin eine – später bekanntere – Vertreterin der sozialistischen Frauenbewegung, zu jener Zeit Exilantin in Paris.
Liebknecht leitete die deutsche Delegation und war zusammen mit dem französischen Sozialisten Édouard Vaillant Vorsitzender des Kongresses. Unter anderem wurde dabei in Erinnerung an die Todesopfer des 1886 im US-amerikanischen Chicago gewaltsam niedergeschlagenen Streiks und Arbeiteraufstands (vgl. Haymarket Riot) die Einführung des Ersten Mai als „internationaler Kampftag der Arbeiterklasse“ beschlossen. Damit sollte vor allem die Forderung/Durchsetzung des Achtstunden-Arbeitstages für die Lohnarbeiter eine größere und kraftvollere Gewichtung erhalten.

#### Konstituierung der SPD
Bei der Reichstagswahl im Februar 1890 wurden die Sozialdemokraten mit 19,7 % der Stimmen zur wählerstärksten Partei im Reich, erhielten jedoch nur 35 der 391 Reichstagsmandate. Bedingt durch das Mehrheitswahlrecht und verstärkt durch verschiedene Benachteiligungen, beispielsweise bei der Wahlkreiseinteilung, waren dies weit weniger Sitze, als ihnen nach den Grundsätzen der Verhältniswahl zugefallen wären.
Nach der Entlassung Bismarcks als Reichskanzler durch Kaiser Wilhelm II. am 20. März 1890 setzte sich in der neuen Regierung die Einsicht durch, dass die Sozialistengesetze die Sozialdemokratie nicht geschwächt, sondern eher noch gestärkt hatten. Unter dem neuen Reichskanzler Leo Graf von Caprivi wurde eine Neuvorlage des befristeten Sozialistengesetzes abgelehnt. Die SAP wurde 1890 auf dem Parteitag in Halle reorganisiert und zugleich umbenannt in Sozialdemokratische Partei Deutschlands (SPD), die diesen Namen bis heute beibehalten hat – trotz vieler programmatischer Veränderungen seither.
Die Linie der neuen SPD erhielt im Erfurter Programm von 1891 in ihrem von Karl Kautsky entworfenen theoretischen Teil zunächst wieder eine von Liebknecht geforderte deutlichere marxistische Ausrichtung, während der von Eduard Bernstein verfasste praktische Teil schon eine Anpassung an parlamentarische Verhältnisse und Möglichkeiten andeutete.

### 1890er Jahre
Als Chefredakteur der Parteizeitung Vorwärts (nach dem Verbot zwischen 1878 und 1890 im Jahr 1891 neu begründet) und als Abgeordneter trat Liebknecht auch in seinem letzten Lebensjahrzehnt als Anhänger eines internationalistischen Marxismus auf. Aus dieser Haltung heraus kritisierte er vehement den von Preußen dominierten deutschen Militarismus im Allgemeinen, vor allem die unter Wilhelm II. forcierte Aufrüstung des Reiches im Verbund mit einer expansiven Außenpolitik – hierbei die Flottenpolitik des Kaisers im Besonderen: Liebknecht griff den Ausbau der kaiserlichen Marine als ein sinnloses Prestigeprojekt des Monarchen an, das zudem eine Provokation für die vorherrschende See- und Weltmacht Großbritannien darstellte, und aus der Sicht der damaligen SPD die Gefahr eines imperialistischen Weltkrieges heraufbeschwor. Dementsprechend bekämpfte Liebknecht auch den sich seit Mitte der 1880er Jahre verstärkenden Kolonialismus bzw. Imperialismus und lehnte die Errichtung der von der Regierung euphemistisch als „Schutzgebiete“ bezeichneten deutschen Kolonien, z. B. in Afrika und im Südpazifik, ab.

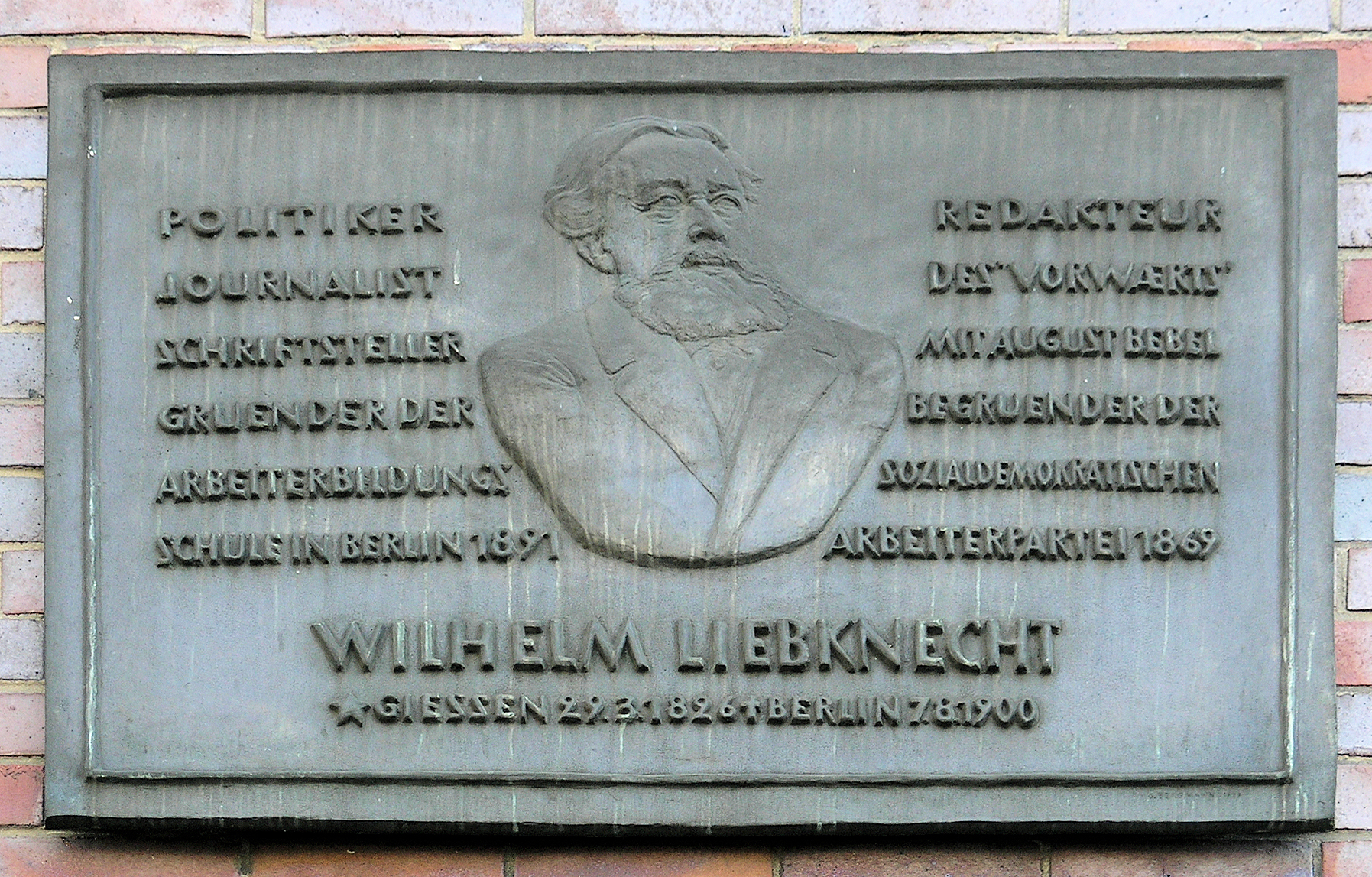
Gedenktafel für Liebknecht in Berlin-Kreuzberg

1896 wurde Liebknecht als 70-Jähriger wegen „Majestätsbeleidigung“ noch einmal zu einer viermonatigen Haftstrafe verurteilt, die er im Strafgefängnis Plötzensee absaß. Zum Ende seines Lebens wandte sich „der Alte“ (wie Liebknecht zu dieser Zeit von vielen SPD-Mitgliedern in anerkennendem Respekt vor seiner Lebensleistung genannt wurde) entschieden gegen die innerhalb der Partei aufkommenden reformistischen Tendenzen, die durch ein Thesenpapier Eduard Bernsteins die Revisionismusdebatte ausgelöst hatten. In der 1899 verfassten Abhandlung Kein Kompromiß – Kein Wahlbündnis, dem letzten umfangreicheren schriftlichen Werk Liebknechts, das zugleich als sein politisches Testament gilt, begründete er mit einem breit angelegten historischen Rekurs seine vehemente Ablehnung der gemäßigten Tendenzen bei Bernstein und dessen Anhängern.

### Tod und Beisetzung

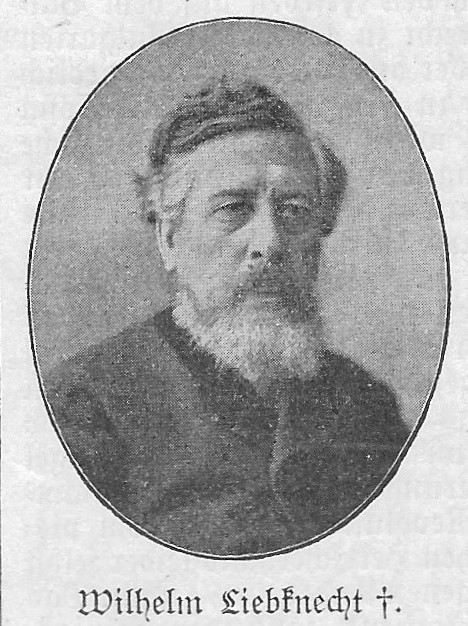
Wilhelm Liebknecht, Sozialdemokrat, Chefredakteur des „Vorwärts“

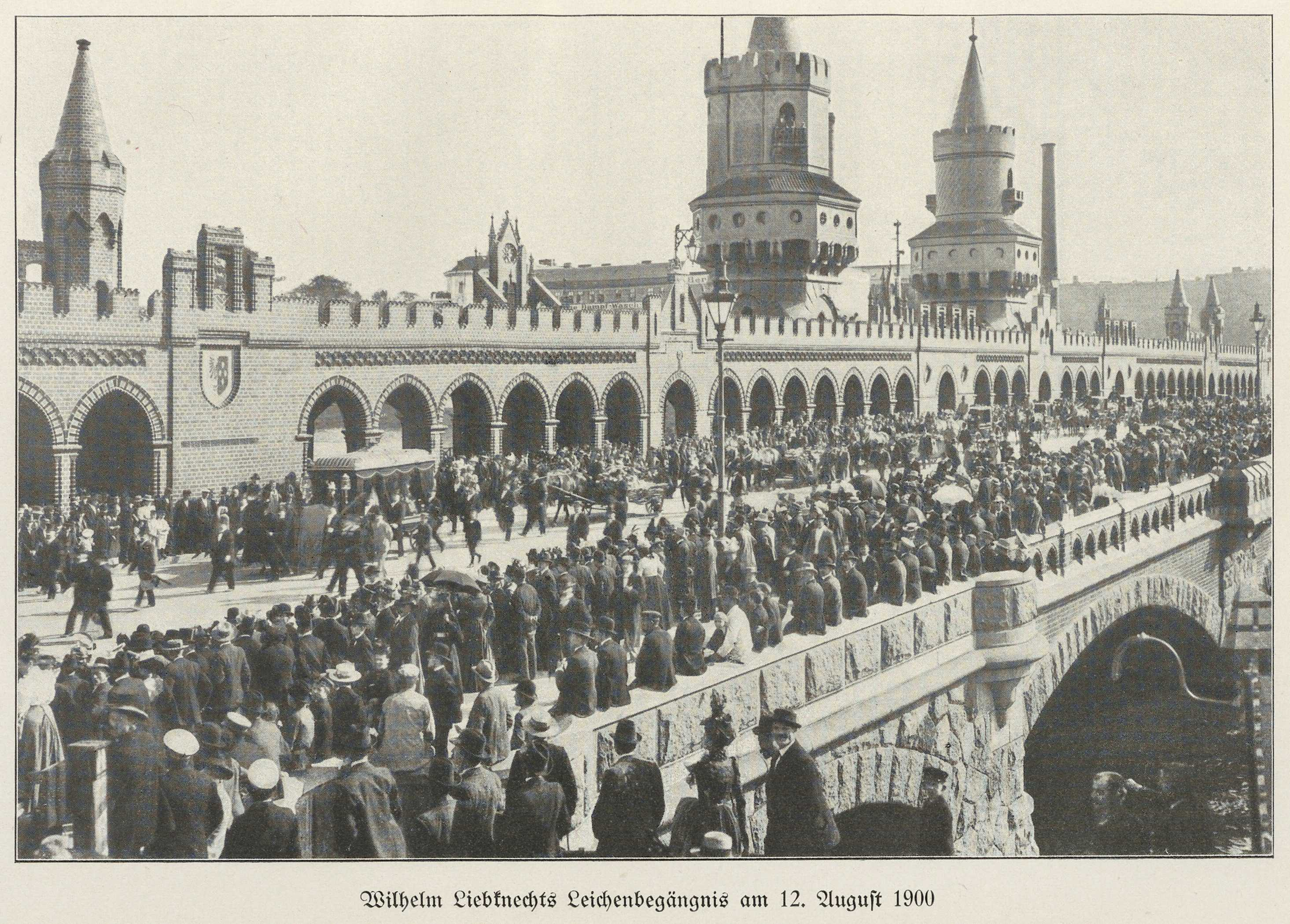
Trauerzug auf der Oberbaumbrücke am 12. August 1900

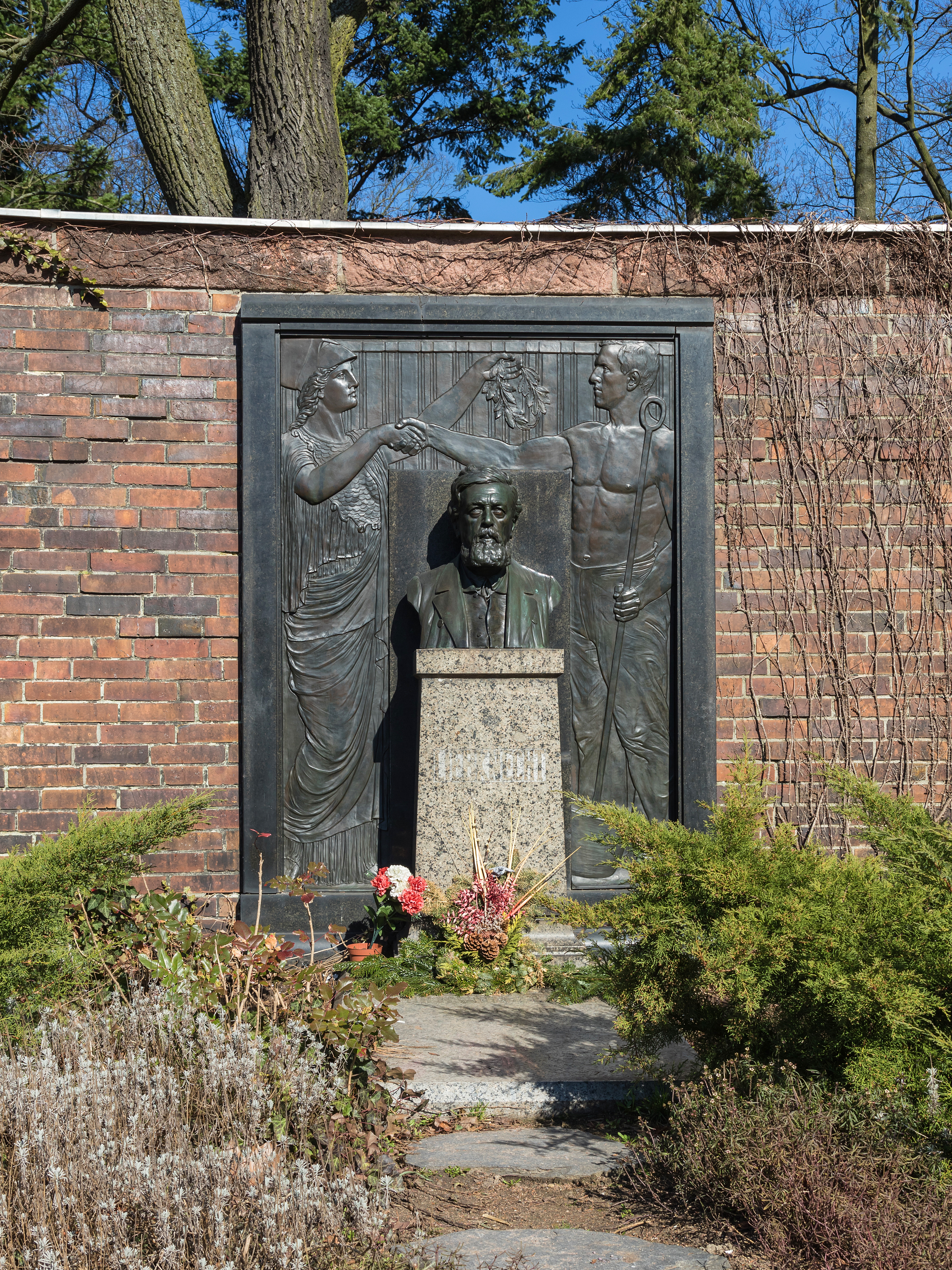
Grabmal Wilhelm Liebknechts auf der Gedenkstätte der Sozialisten, Berliner Zentralfriedhof Friedrichsfelde (Fotografie von März 2015). Es wurde 1902 vom Dresdner Bildhauer Heinrich May fertiggestellt. Auf dem Bronze-Flachrelief hinter der Büste Liebknechts reichen sich ein Eisengießer und eine weibliche Gestalt die Hand: eine allegorische Darstellung der Verbindung zwischen Proletariat und Wissenschaft.

Wilhelm Liebknecht starb nach einem Gehirnschlag am 7. August 1900 im Alter von 74 Jahren in Charlottenburg. An seiner Beisetzung auf dem seitdem so bezeichneten „Sozialistenfriedhof“ im heutigen Berliner Stadtteil Lichtenberg nahmen zwischen 120.000 und 150.000 Menschen am Trauerzug teil – zumeist Arbeiter und Anhänger der SPD. Noch mehr Trauernde säumten als Spalier des Zuges die Straßen Berlins. Damit bildete die Beerdigung den Hintergrund für die größte Massenversammlung in Berlin seit dem Tode Kaiser Wilhelms I. zwölf Jahre davor. Sie war eine Huldigung an den „Soldaten der Revolution“, als der Liebknecht von vielen in Erinnerung an die Revolution von 1848/49 betrachtet wurde – und zugleich eine Demonstration für seine wesentlichen Ziele: Frieden zwischen den Völkern und die Befreiung der Arbeiterklasse.
Die Grabstätte Wilhelm Liebknechts wurde 1950 in die damals von der DDR-Führung neu errichtete Gedenkstätte der Sozialisten integriert und gehört seither zur Reihe der Gräber und Denkmäler an deren Ringmauer.

## Zitat
Der bis heute weit verbreitete Ausdruck „Wissen ist Macht“ war in Anlehnung an den englischen Philosophen des 16. Jahrhunderts Francis Bacon ein Ausspruch Wilhelm Liebknechts vor einer Versammlung von Vertretern der Arbeiterbildungsvereine im Jahr 1872. Dabei hatte er im Rahmen eines Vortrags den prägnanten Satz „Wissen ist Macht – Macht ist Wissen“ als Titel eines längeren Referats verwendet.
Referatauszug:
„Die Schule ist das mächtigste Mittel der Befreiung, und die Schule ist das mächtigste Mittel der Knechtung — je nach der Natur und dem Zweck des Staats. Im freien Staat ein Mittel der Befreiung, ist die Schule im unfreien Staat ein Mittel der Knechtung. ‚Bildung macht frei‘ — von dem unfreien Staat verlangen, daß er das Volk bilde, heißt ihm einen Selbstmord zumuthen. Der moderne Klassenstaat bedingt aber seinem Wesen nach die Unfreiheit. (…). Er kann freie Männer nicht brauchen, nur gehorsame Unterthanen; nicht Charaktere, nur Bedienten- und Sklavenseelen. Da ein ‚intelligenter‘ Bedienter und Sklave brauchbarer ist als ein unintelligenter — schon die Römer legten auf Sklaven, die etwas gelernt hatten, einen besonderen Werth und zahlten entsprechende Preise für sie —, sorgt der moderne Staat für eine gewisse Intelligenz, nämlich für Bedienten-Intelligenz, die das menschliche Werkzeug verfeinert und vervollkommnet, so daß sich besser mit ihm ‚arbeiten‘ läßt. So wird die Schule zur Dressuranstalt statt zur Bildungsanstalt. Statt Menschen zu erziehen, erzieht sie Rekruten, die auf’s Kommando in die Kaserne, diese Menschen-Maschinenfabrik, eilen; Steuerzahler, die sich nicht mucksen, wird ihnen das Fell über die Ohren gezogen; Lohnsklaven des Kapitals, die es in der Ordnung finden, daß ihnen das Mark aus den Knochen gesogen wird.“
(Belegstelle: Wilhelm Liebknecht: Wissen ist Macht – Macht ist Wissen.)
Diese Worte – und mit ihnen einhergehend die Kritik an der Schulpolitik des Kaiserreichs – stehen stellvertretend für ein weiteres wesentliches Anliegen Liebknechts, die Bildungsarbeit in einem emanzipatorischen Sinn; insbesondere für die weniger privilegierten Schichten der Bevölkerung: Mittellose, Arbeiter, deren Frauen und Kinder. Er setzte sich über sein gesamtes politisches Schaffen hinweg für die Chancengleichheit in der Bildungspolitik ein, in der Wissen unabhängig von staatlichen Herrschaftsinteressen frei und für jeden ohne finanziellen Aufwand zugänglich gemacht werden sollte.
Das Zitat „Wissen ist Macht“ findet sich auch auf einer Gedenktafel an Liebknechts Geburtshaus in Gießen, nachdem dessen ursprünglich vorgesehene Parole „Agitieren, organisieren, studieren“ beim derzeitigen Mieter, dem Hessischen Rundfunk, der dort eine regionale Zweigstelle hat, keine Zustimmung gefunden hatte.

## Nachgeschichte (1900–1920er Jahre)

### Inhaltlicher Wandel und Spaltung der SPD
Nach Wilhelm Liebknechts Tod verstärkte sich in der SPD ein inhaltlicher Wandlungsprozess, der schon zum Ende seines Lebens in der von Eduard Bernstein ausgelösten Revisionismusdebatte begonnen hatte. Unter der fortgesetzten Parteiführung von August Bebel und Paul Singer (gestorben 1911; abgelöst von Hugo Haase) wurde die SPD nach den Reichstagswahlen 1912 mit 34,8 % und 110 Abgeordnetenmandaten zur stärksten Fraktion im deutschen Reichstag. Bebel konnte noch ausgleichend auf die verschiedenen Parteiflügel wirken.
Als nach Bebels Tod 1913 Friedrich Ebert neben Hugo Haase die Parteiführung übernahm, setzte sich, verstärkt durch den Beginn des Ersten Weltkrieges und die kriegsbilligende Burgfriedenspolitik der SPD unter Federführung Eberts, ab August 1914 die reformistische Fraktion gegen den revolutionär-marxistischen Flügel um dessen Protagonisten Karl Liebknecht, Rosa Luxemburg, Clara Zetkin und andere durch. Diese Entwicklung führte, nachdem auf der übernationalen Ebene die von Wilhelm Liebknecht mitbegründete zweite Internationale zerfallen war, während des Krieges zur Spaltung der SPD in MSPD und USPD – eine Spaltung, die nach der Novemberrevolution 1918, noch kurz vor der Konstituierung der Weimarer Republik, unumkehrbar wurde.

### Rolle von Liebknechts Söhnen Karl und Theodor

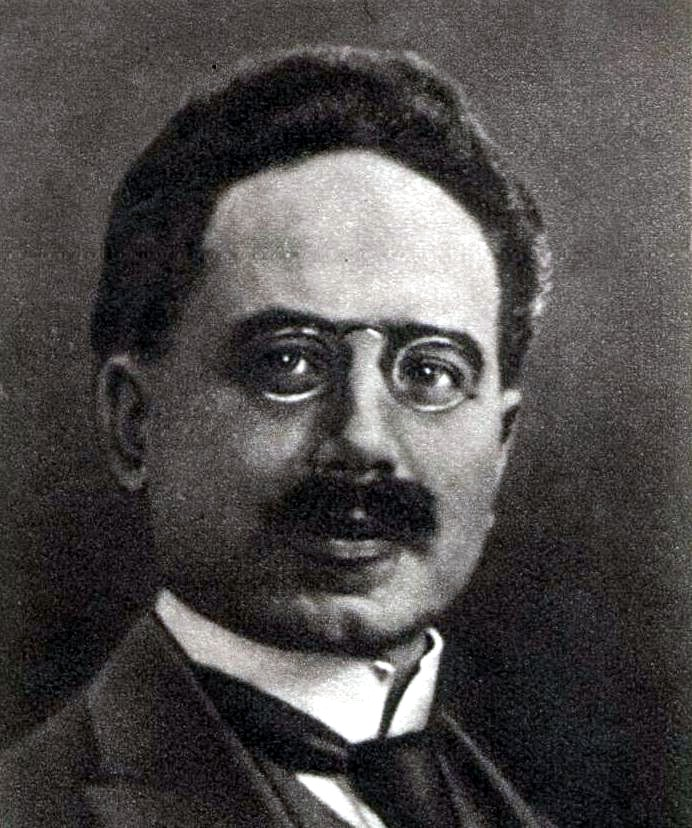
Karl Liebknecht

Karl Liebknecht, ein Sohn Wilhelm Liebknechts, seit 1912 SPD-Reichstagsabgeordneter, war von Anfang an einer der wenigen entschiedenen Gegner des Ersten Weltkrieges im Parlament des Kaiserreichs, und stimmte – zunächst als einziges Mitglied des Reichstags – ab Dezember 1914 gegen die Kriegskredite, nachdem er der ersten Abstimmung darüber aus Gründen der Parteiraison ferngeblieben war. Aufgrund dieser Haltung wurde er 1916 aus der Partei ausgeschlossen. Sein öffentlicher Auftritt bei einer Rede im Rahmen einer verbotenen Antikriegsdemonstration im selben Jahr führte zu einer Anklage wegen Hochverrat und zu seiner Inhaftierung bis Oktober 1918. Am 9. November 1918, als die Novemberrevolution Berlin erreicht hatte, rief er nach Philipp Scheidemanns (SPD) Ausrufung der pluralistisch-parlamentarisch gedachten „deutschen Republik“ eine als Räterepublik gemeinte „freie sozialistische Republik“ aus, die jedoch nicht durchsetzbar war. Zum Jahreswechsel 1918/1919 gehörte Karl Liebknecht als einer der Anführer des linksrevolutionären Spartakusbundes zu den Mitbegründern der KPD.
Sowohl bei der Parteispitze der nunmehr regierenden reformorientierten, bzw. – unter dem Blickwinkel der Linken – der „revisionistischen“ SPD als auch bei den republikfeindlichen Militärs verhasst, wurde Karl Liebknecht wie auch Rosa Luxemburg unmittelbar nach der Niederschlagung des vom 6. bis 12. Januar 1919 währenden Spartakusaufstands am 15. Januar 1919 in Berlin von rechtsnationalistischen Freikorps unter dem Kommando Waldemar Pabsts und der politischen Verantwortung des SPD-Reichswehrministers Gustav Noske ermordet.
Wilhelm Liebknechts Sohn Theodor stieg nach der Ermordung seines ein Jahr jüngeren Bruders als Mitglied der USPD in die Parteipolitik ein. Er wurde 1924 Vorsitzender der USPD, die nach 1922 nur noch eine Splitterpartei war, zerrieben zwischen der SPD und der KPD, und die 1931 in der neu gegründeten, ebenfalls marginalisierten neuen Sozialistischen Arbeiterpartei Deutschlands (SAPD) aufging.

## Werke
(chronologisch nach Erscheinungsdatum)

### Schriften
- Die politische Stellung der Socialdemokratie. Leipzig 1869.
- Zu Trutz und Schutz. Leipzig 1871, 4. Auflage, Verlag der Genossenschaftsbuchdrucker, Leipzig 1874 Digitalisat.
- Wissen ist Macht – Macht ist Wissen. Leipzig 1872. Digitalisat, Auflage 1891
- Die Grund- und Bodenfrage. Leipzig 1874, 2. Auflage 1876; Genossenschaftsdruckerei, 1874 Digitalisat.
- Ueber die politische Stellung der Sozialdemokratie, insbesondere mit Bezug auf den Reichstag. Ein Vortrag, gehalten in einer öffentlichen Versammlung des demokratischen Arbeitervereins zu Berlin 31. Mai 1869. Mit einem Vorwort und einem tragikomischen Nachspiel. Leipzig 1874. Digitalisat
- Zur orientalischen Frage oder soll Europa kosakisch werden? Höhme, Leipzig 1878. Digitalisat und Volltext im Deutschen Textarchiv, Digitalisat
- Die Emser Depesche oder wie Kriege gemacht werden. Wörlein, Nürnberg 1891. Digitalisat
- Volks-Fremdwörterbuch. Leipzig 1874 (23. Auflage 1953).
- Robert Blum und seine Zeit. Wörlein, Nürnberg 2. Auflage 1890.
- Ein Blick in die neue Welt. J. H. W. Dietz, Stuttgart 1887. Digitalisat
- Geschichte der Französischen Revolution. Dresden 1890.
- Was die Sozialdemokraten sind und was sie wollen. (Mitte der 70er Jahre geschrieben). Berlin 1891 Digitalisat
- Robert Owen. Sein Leben und sozialpolitisches Wirken. Dresden 1892.
- Zum 18. März und Verwandtes. Wörlein, Nürnberg 1893 SLUB Digitalisat
- Karl Marx zum Gedächtniß. Ein Lebensabriß und Erinnerungen. Wörlein, Nürnberg 1896.
- Fraktion über Parteitag? In: Die neue Zeit. Revue des geistigen und öffentlichen Lebens. 16. Jg. 1897–98, 1. Band(1898), Heft 9, S. 260–269 Digitalisat
- Kein Kompromiß – Kein Wahlbündnis. Berlin 1899. (online mit Links zu den einzelnen Abschnitten auf marxists.org)

### Werkauswahl-Ausgaben
- Wilhelm Liebknecht. Wissen ist Macht – Macht ist Wissen und andere bildungspolitisch-pädagogische Äußerungen. Ausgw., eingel. u. erl. von Hans Brumme. Volk und Wissen, Berlin 1968.
- Georg Eckert (Hrsg.): Wilhelm Liebknecht. Leitartikel und Beiträge in der Osnabrücker Zeitung 1864–1866. Lax, Hildesheim 1975 (Quellen und Untersuchungen zur allgemeinen Geschichte Niedersachsens in der Neuzeit, Band 1; Veröffentlichungen der Historischen Kommission für Niedersachsen und Bremen, Band 35,1)
- Wilhelm Liebknecht. Erinnerungen eines Soldaten der Revolution. Textsammlung, zusammengestellt und eingeleitet von Heinrich Gemkow, Illustrationen von Günter Lerch. Dietz Verlag, Berlin 1976.
- Wilhelm Liebknecht. Kleine politische Schriften. Hrsg. von Wolfgang Schröder. Leipzig 1976 (Reclams Universal-Bibliothek 644); Lizenzausgabe: Röderberg-Verlag, Frankfurt am Main 1976 (Röderberg-Taschenbuch, 42).
- Utz Haltern: Liebknecht und England. Zur Publizistik Wilhelm Liebknechts während seines Londoner Exils (1850–1862). Trier 1977 (Schriften aus dem Karl-Marx-Haus, Heft 18).
- Wilhelm Liebknecht. Briefe an den „Chicagoer Workingman’s Advocate“. Hrsg. u. eingel. von Philip S. Foner. Dietz Verlag, Berlin 1981.
- Wilhelm Liebknecht. Gegen Militarismus und Eroberungskrieg. Aus Schriften und Reden. Dietz Verlag, Berlin 1986.

### Briefwechsel
- Victor Adler. Briefwechsel mit August Bebel und Karl Kautsky sowie Briefe von und an Ignaz Auer, Eduard Bernstein, Adolf Braun, Heinrich Dietz, Friedrich Ebert, Wilhelm Liebknecht, Hermann Müller und Paul Singer. Gesammelt u. erl. von Friedrich Adler. Hrsg. vom Parteivorstand der Sozialistischen Partei Österreichs. Verlag der Wiener Volksbuchhandlung, Wien 1954.
- Wilhelm Liebknecht. Briefwechsel mit Karl Marx und Friedrich Engels. Hrsg. u. bearb. von Georg Eckert. Mouton, The Hague 1963. (Quellen und Untersuchungen zur Geschichte der deutschen und österreichischen Arbeiterbewegung 5)
- Wilhelm Liebknecht. Briefwechsel mit deutschen Sozialdemokraten. Teil 1. 1862–1878. Hrsg. u. bearb. von Georg Eckert. van Gorcum, Assen 1973. (Quellen und Untersuchungen zur Geschichte der deutschen und österreichischen Arbeiterbewegung. Neue Folge 4 ), ISBN 90-232-0858-7.
- Erich Kundel: Zur Entstehungsgeschichte des “Anti-Dühring”. Unveröffentlichte Briefe von Wilhelm Liebknecht und Hermann Ramm an Karl Marx und Friedrich Engels. In: Marx-Engels-Jahrbuch. 2, Dietz Verlag, Berlin 1979, S. 271–310.
- Wilhelm Liebknecht. Briefwechsel mit deutschen Sozialdemokraten. Teil 2. 1878–1884. Hrsg. u. bearb. von Götz Langkau. van Gorcum, Assen 1988. (Quellen und Studien zur Sozialgeschichte 8), ISBN 90-232-0858-7.

### Biografien
- Kurt Eisner: Wilhelm Liebknecht. Sein Leben und Wirken. Berlin 1900 (2. Auflage 1906) online abrufbares Digitalisat
- Paul Kampffmeyer: Wilhelm Liebknecht, der Soldat der Revolution. Verlag J. H. W. Dietz, Berlin 1926.
- Wolfgang Schröder: Liebknecht, Wilhelm Philipp Martin Christian Ludwig. In: Geschichte der deutschen Arbeiterbewegung. Biographisches Lexikon. Dietz Verlag, Berlin 1970, S. 293–298.
- Vadim Tschubinski: Wilhelm Liebknecht. Deutsche Übersetzung der Biografie aus dem Russischen. Dietz Verlag, Berlin 1973.
- Friedrich Wilhelm Weitershaus: Wilhelm Liebknecht. Eine Biographie. Zum einhundertfünfzigsten Geburtstag (= Mitteilungen des Oberhessischen Geschichtsvereins. Band 61). Gütersloh/Gießen 1976.
- Gerhard Beier: Liebknecht, Wilhelm. In: Manfred Asendorf, Rolf von Bockel (Hrsg.): Demokratische Wege. Deutsche Lebensläufe aus fünf Jahrhunderten. J. B. Metzler, Stuttgart/Weimar 1997, ISBN 3-476-01244-1, S. 390–391.
- Wolfgang Schröder: Wilhelm Liebknecht. Soldat der Revolution, Parteiführer, Parlamentarier. Karl Dietz Verlag, Berlin 2013, ISBN 978-3-320-02289-1.

### Teilbiografien
- Karl-Heinz Leidigkeit: Wilhelm Liebknecht und August Bebel in der deutschen Arbeiterbewegung 1862–1869. Verlag Rütten & Loenig, Berlin 1957.
- 150 Jahre Wilhelm Liebknecht. 29. März 1826 – Gießen. Hrsg. von der Wilhelm-Liebknecht-Gesellschaft Gießen. Verlag Marxistische Blätter, Frankfurt am Main 1976, ISBN 3-88012-425-6.
- Wolfgang Schröder: Wilhelm Liebknecht. Vorkämpfer der Revolution von unten. In: Gustav Seeber (Hrsg.): Gestalten der Bismarckzeit. Band 1. Akademie Verlag, Berlin 1978, S. 79–105.
- Wolfgang Schröder: Ernestine. Vom ungewöhnlichen Leben der ersten Frau Wilhelm Liebknechts. Verlag für die Frau, Leipzig 1987.
- Bernd Faulenbach: Die Reichsgründung – Erfüllung der Wünsche der Nation oder Sieg des Fürsten über die Nation? Heinrich von Sybel und Wilhelm Liebknecht 1870/71. In: Dirk Bockermann u. a. (Hrsg.): Freiheit gestalten. Zum Demokratieverständnis des deutschen Protestantismus. Göttingen 1996, S. 97–106.
- Werner Wendorff: Schule und Bildung in der Politik von Wilhelm Liebknecht. Wissenschaftlicher Verlag Spiess, Berlin 1998.
- Dieter Dowe: Agitieren, organisieren, studieren! – Wilhelm Liebknecht und die frühe deutsche Sozialdemokratie – Vortrag anlässlich der Gedenkveranstaltung der Stadt Gießen und des oberhessischen Geschichtsvereins zum 100. Todestag von Wilhelm Liebknecht. Veröffentlichung der Friedrich Ebert-Stiftung, Bonn 2000, ISBN 3-86077-942-7 (online als PDF-Datei)
- Wolfgang Beutin (Hrsg.): Eine Gesellschaft der Freiheit, der Gleichheit, der Brüderlichkeit – Beiträge der Tagung zum 100.Todestag Wilhelm Liebknechts am 21. und 22. Oktober 2000 in Kiel. Verlag Peter Lang, Frankfurt am Main 2000, ISBN 3-631-37711-8.
- Wolfgang Schröder: Wilhelm Liebknecht und Friedrich Ludwig Weidig. Personelle Marginalien zum Verhältnis von Demokratie und Sozialismus. In: Bürgerliche Revolution und revolutionäre Linke. Trafo-Verlag, Berlin 2000, ISBN 3-89626-199-1, S. 143–150.
- Ewald Grothe: Die Ahnen des politischen Widerstands. Zu Wilhelm Liebknechts Vor- und Leitbildern. In: Georg Büchner Jahrbuch. 10 (2000–04), S. 261–267.
- Liebknecht, Wilhelm. In: Archiv der sozialen Demokratie. Bestandsübersicht. 3., erweiterte Auflage. Hrsg. v. Archiv der sozialen Demokratie der Friedrich-Ebert-Stiftung. Bonn 2006, S. 254.

### Sonstiges
- N. N.: Die Ernte des Todes. 50. Wilhelm Liebknecht. In: Deutscher Hausschatz, 26. Jahrgang 1899/1900, Nr. 49, S. 920. Mit Porträt.
- Wilhelm Liebknecht. Revolutionärer Demokrat und Sozialist (1826-1900). Wissenschaftliche Konferenz anlässlich seines hundertsten Todestages (= Pankower Vorträge, 31). Helle Panke, Berlin 2001.
- Wolfgang Abendroth: Wilhelm Liebknecht – Zum 150. Geburtstag eines großen Arbeiterführers. Sonderdruck Heft 2/76, Marxistische Blätter, Frankfurt am Main 1976.

## Rezeption
- Die Unbesiegbaren; DDR 1953, 102 Minuten, Regie: Arthur Pohl, mit Erwin Geschonneck in der Rolle Wilhelm Liebknechts ist ein Spielfilm über die Entwicklung der Sozialdemokratie Ende der 1880er/Anfang der 1890er Jahre vor dem Hintergrund der fiktiven Geschichte eines Schlossers, der sich der SPD anschließt.
- Der Gießener Wilhelm-Liebknecht-Preis wurde 1991 erstmals verliehen.